# مينيسوتا
مينيسوتا أو مِنِسوتة (بالإنجليزية: Minnesota) ولاية في أعالي الغرب الأوسط بالولايات المتحدة الأمريكية. وهي الولاية الثانية عشرة من حيث المساحة على مستوى البلاد والولاية االحادية والعشرون من حيث عدد السكان بأكثر من 5.75 مليون نسمة. مينيسوتا هي موطن سهوب البراري الغربية المنقسمة حالياً ما بين: الزراعة المكثفة؛ والغابات النفضية في الجنوب الشرقي وقد تمت إزالتها جزئياً واستزراعها والاستقرار بها؛ وغابات نورث وودز الأقل كثافة سكانية حيث تنشط أعمال التعدين والحراجة والاستجمام. تغطي الغابات ما يقرب من ثلث الولاية. اشتهرت باسم "أرض العشرة آلف بحيرة" لوجود أكثر من 14000 مسطح مياه عذبة لا تقل مساحة الواحد منها عن عشرة أفدنة. يعيش أكثر من 60٪ من سكان مينيسوتا في منطقة منيابولس سانت بول الكبرى المعروفة باسم "المدينتان التوأم" وهي المحور السياسي والاقتصادي والثقافي الرئيسي بالولاية. وبعدد سكانها البالغ حوالي 3.7 مليون ساكن تحتل المدينتان التوأم المرتبة السادسة عشرة ضمن أكبر المناطق الإحصائية الكبرى في الولايات المتحدة. من المناطق الإحصائية الأصغر الأخرى في الولاية: دولوث ومانكاتو ومورهد وروشستر وسانت كلاود.
يرجع أصل تسمية مينيسوتا إلى لغة داكوتا، وقد أُهلت بالسكان الأصليين منذ عصر الغابات في القرن الحادي عشر قبل الميلاد. ظهرت بين عامي 200 م و 500 م تقريبًا منطقتان لحضارة هوبويل الأصلية: مجمع لوريل في الشمال، وتريمبيالو هوبويل في حوض المسيسيبي جنوباً. حوالي العام 1000 م ظهرت حضارة أعالي المسيسيبي ممثلة بقبيلة الأونوتا وقبائل أخرى متحدثة بلغات سيووية واستمرت حتى وصول الأوروبيين في القرن السابع عشر. كان المستكشفون والمبشرون الفرنسيون أول الواصلين الأوروبيين للمنطقة، والتقوا بقبائل داكوتا وأجيبوي وعشائر مختلفة من قبائل أنيشينابه. يشكل جزء كبير مما يُعرف الآن بمينيسوتا جزءًا من مستعمرة لويزيانا الفرنسية الواسعة والتي اشترتها الولايات المتحدة في عام 1803. بعد عدة عمليات إعادة للتنظيم الإقليمي، تم انضمام إقليم مينيسوتا إلى الاتحاد باعتباره الولاية الثانية والثلاثين في عام 1858. شعار مينيسوتا الرسمي هو شعار الولاية الوحيد بالبلاد باللغة الفرنسية؛ (L'Étoile du Nord) ويعني "نجمة الشمال"، وقد تم تبنيه بعد فترة وجيزة من إعلان قيام الولاية ليمثل كلاً من المستكشفين الفرنسيين الأوائل للولاية وموقعها باعتبارها الولاية الواقعة في أقصى شمال بر الولايات المتحدة الرئيسي.
كجزء من الغرب الأمريكي القديم، اجتذبت مينيسوتا المستوطنين الحائزين على الأراضي من جميع أنحاء البلاد، حيث تركز نموها في البداية على إنتاج الأخشاب والزراعة وإنشاء السكك الحديدية. بحلول أوائل القرن العشرين كانت قد وصلت أعداد كبيرة من المهاجرين الأوروبيين لا سيما من الدول الاسكندنافية وألمانيا وأوروبا الوسطى. وارتبطت الكثير من هذه الهجرات بفشل ثورات عام 1848، وأثرت جزئيًا على تطور الولاية كمركز للنشاط العمالي والاجتماعي. أدى التصنيع والتحضر السريع في مينيسوتا إلى حدوث تغييرات اجتماعية واقتصادية وسياسية كبيرة في أواخر القرن التاسع عشر وأوائل القرن العشرين؛ فكانت الولاية في الطليعة بملفات حقوق العمال وحق المرأة في التصويت والإصلاح السياسي. تعتبر مينيسوتا ذات ميل للحزب الديمقراطي، فقد صوتت لكل المرشحين الرئاسيين الديمقراطيين منذ عام 1976، وهي الفترة الأطول بين الولايات الأمريكية.
منذ أواخر القرن العشرين، تنوع جوهر اقتصاد مينيسوتا، وتحول من الصناعات التقليدية كالزراعة واستخراج الموارد إلى الخدمات والتمويل والرعاية الصحية؛ فباتت إحدى أغنى الولايات من حيث الناتج المحلي الإجمالي ودخل الفرد. الولاية هي موطن لأحد عشر محمية للأمريكيين الأصليين معترف بها فيدراليًا (سبعة أوجيبوي وأربعة داكوتا)، ولا تزال مركزًا للثقافات الإسكندنافية والألمانية مع تأثير للوثرية. في العقود الأخيرة، أصبحت مينيسوتا أكثر تعددًا ثقافياً، مدفوعة بالهجرة الداخلية والهجرة من أمريكا اللاتينية وآسيا والقرن الأفريقي والشرق الأوسط. الولاية لديها أكبر عدد من السكان الأمريكيين الصوماليين وثاني أكبر عدد من الهمونغ. يعد مستوى المعيشة ومستوى التعليم في مينيسوتا من بين أعلى المستويات في الولايات المتحدة، وتصنف من بين أفضل الولايات في مجالات مثل التوظيف ومتوسط الدخل والسلامة العامة والحكم.

## أصل التسمية
جاءت كلمة مينيسوتا من اسم نهر مينيسوتا بلغة داكوتا: وحصل النهر على اسمه من إحدى كلمتين في لغة داكوتا، أما 'Mnisota' التي تعني «المياه الزرقاء الصافية»، أو 'Mnißota' التي تعني مياه السحاب. أظهر السكان الأصليون الاسم إلى المستوطنين الأوائل من خلال سكب الحليب في الماء واصفين إياه mnisota. العديد من الأماكن في الولاية لها أسماء مشابهة، مثل شلالات مينيهاها («المياه الضاحكة» (شلال))، مينيسكا («مياه بيضاء»)، مينيوتا («مياه وفيرة»)، بحيرة مينيتونكا («المياه الكبيرة»)، مينيتريستا («مياه ملتوية»)، ومنيابولس، وهي مزج بين mni وكلمة polis التي تعني «مدينة» باليونانية.

## الجغرافيا
مينيسوتا هي الولاية الأمريكية الثانية من حيث وقوعها شمالاً (بعد ألاسكا). زاويتها الشمالية الغربية المعزولة في مقاطعة بحيرة الغابات هي الجزء الوحيد في 48 ولاية متجاورة الذي يصل إلى شمال خط العرض 49. الولاية جزء من منطقة الولايات المتحدة المعروفة باسم أعالي الغرب الأوسط وجزء من منطقة البحيرات العظمى في أمريكا الشمالية. تشترك في حدود مائية ببحيرة سوبيريور مع ولاية ميشيغان وفي حدود برية ومائية مع ولاية ويسكونسن شرقاً. ومع آيوا جنوباً؛ ونورث داكوتا وساوث داكوتا غرباً؛ والمقاطعتان الكنديتان أونتاريو ومانيتوبا شمالاً. بمساحتها البالغة 86,943 ميلاً مربعاً (225,180 كم2)، أي ما يقرب من 2.25% من مساحة الولايات المتحدة، مينيسوتا هي الولاية الثانية عشرة من حيث المساحة.

### الجيولوجيا

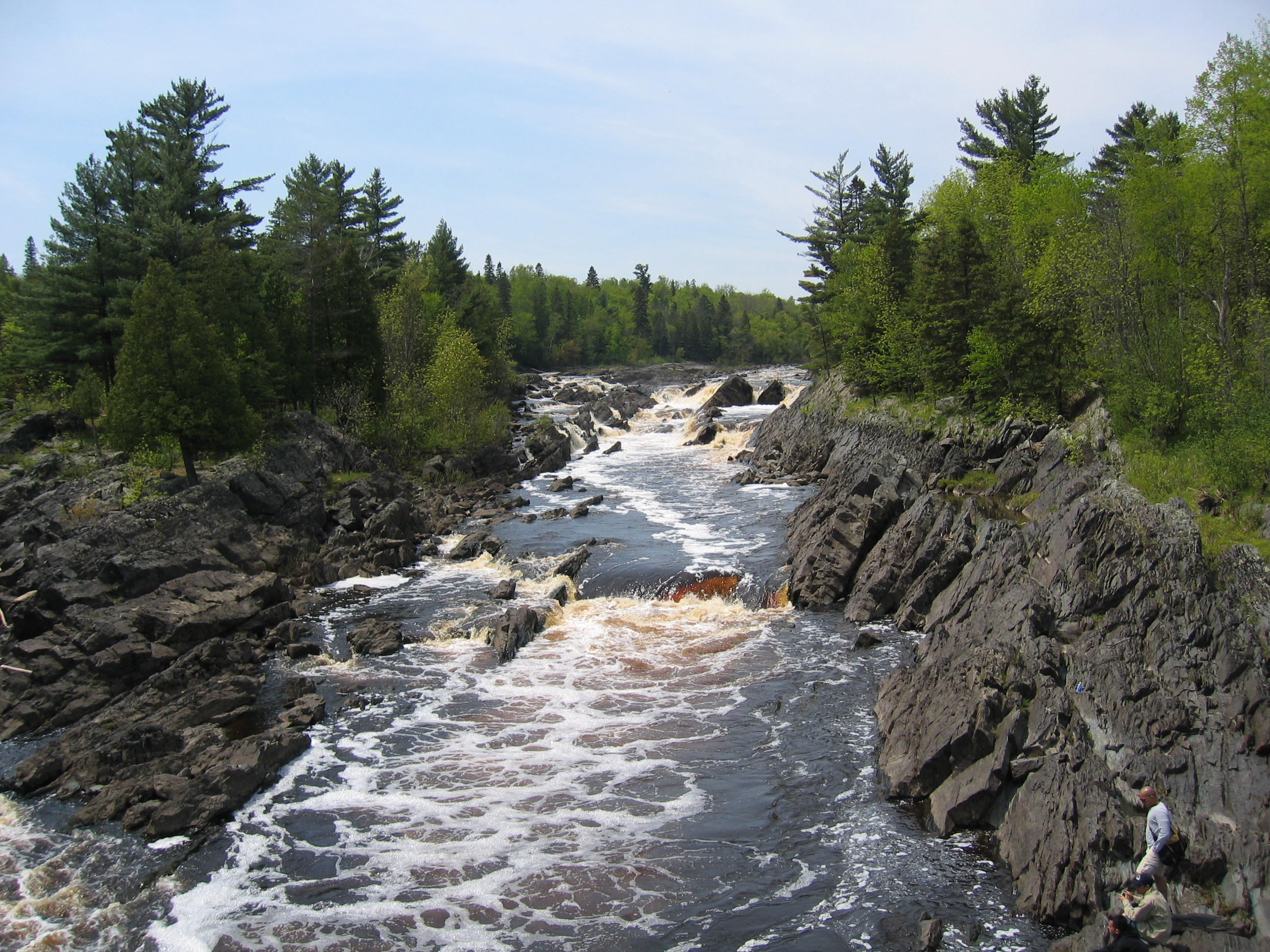
أسرة مائلة من عصر ما قبل الكمبري الأوسط تشكيل تومسون في متنزه جاي كوك الولائي

تحوي مينيسوتا بعضاً من أقدم الصخور التي وجدت على وجه الأرض، وهي صخور النيس تعود إلى حوالي 3.6 بليون سنة (80% من عمر الكوكب). قبل حوالي 2.7 مليار سنة، تدفقت الحمم البازلتية من الشقوق في قاع المحيط البدائي؛ ما تبقى من هذه الصخرة البركانية شكل الدرع الكندي في شمال شرق مينيسوتا. شكلت جذور هذه الجبال البركانية وعمل بحار عصر ما قبل الكمبري نطاق الحديد في شمال مينيسوتا. شهد النشاط الجيولوجي لمينيسوتا إثر فترة بركانية قبل 1.1 بليون سنة هدوءاً أكثر، بدون وجود نشاط بركاني أو تشكيل الجبلي، ولكن مع اقتحامات متكررة من البحر، والتي تركت وراءها طبقات متعددة من الصخور الرسوبية.
في عصور أحدث، دمرت صفائح جليدية ضخمة بسمك لا يقل عن كيلومتر واحد طبيعة الولاية ونحتت تضاريسها الحالية. انتهت حقبة الغمر الجليدي ويسكونسن قبل 12,000 سنة. غطت هذه الانهار الجليدية كل مينيسوتا باستثناء أقصى الجنوب الشرقي، وهي منطقة تتميز بالتلال والجداول الحادة التي تقطع في صخر الأديم. تعرف هذه المنطقة باسم منطقة دريفتلس لعدم وجود انجراف جليدي. أغلب ما تبقى من الولاية خارج الشمال الشرقي ترك 50 قدماً (15 م) أو أكثر من نهر تل جليدي وراءه مع تراجع الأنهار الجليدية الأخيرة. شكلت بحيرة أغسيز العملاقة في شمال غرب البلاد منذ 13000 سنة. كون حوضها وادي النهر الأحمر الشمالي الخصب، ونحت رافده نهر ارن الجليدي وادي نهر مينيسوتا وأعالي مجرى النهر الميسيسيبي من حصن سنيلنغ. مينيسوتا هادئة جيولوجياً اليوم. فواجهت زلازل غير منتظم ومعظمها صغيرة.

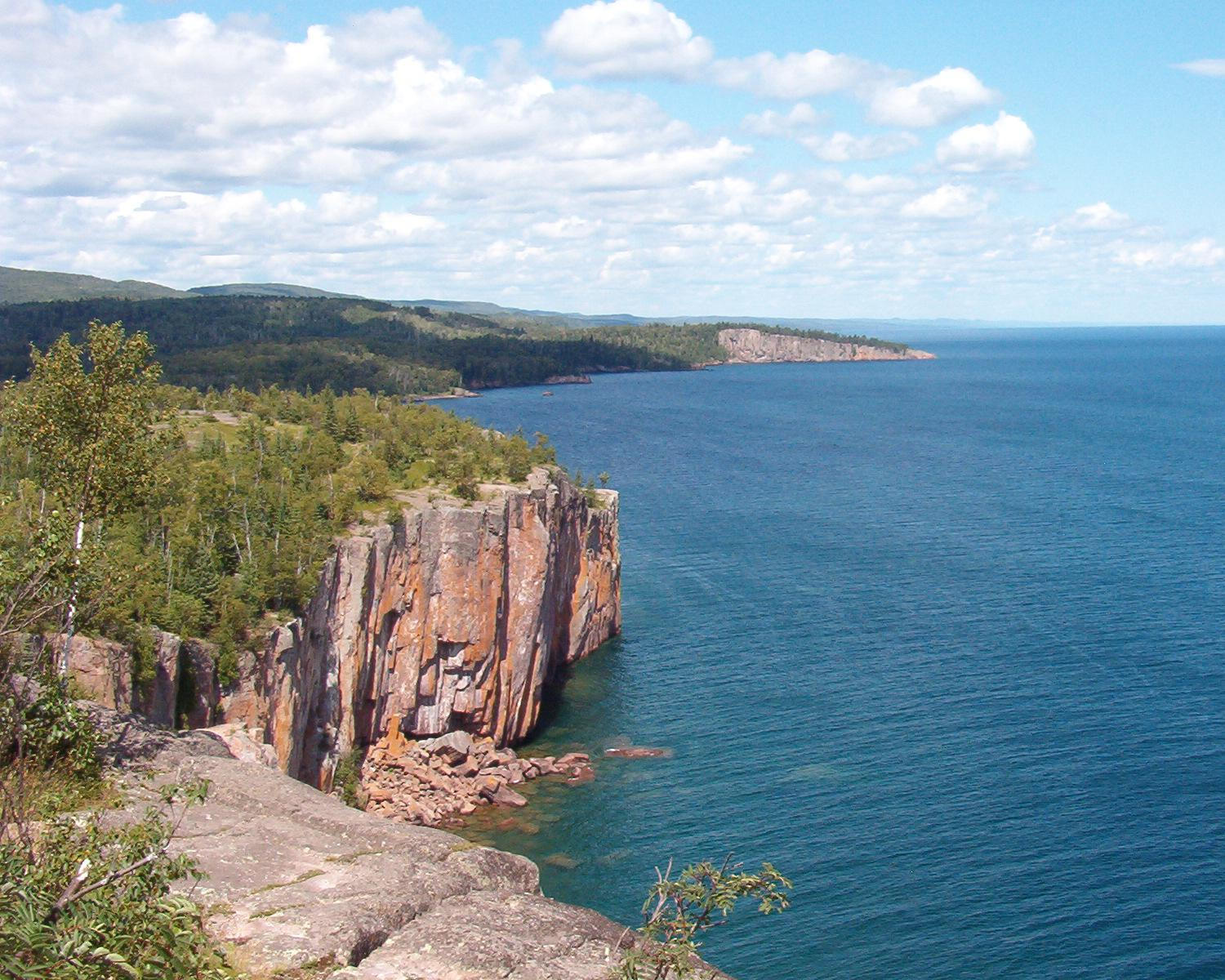
باليسيد هد على بحيرة سوبريور تشكلت من تدفق حمم ريوليتية في عصر ما قبل الكمبري.

أعلى نقطة في الولاية هو جبل إيغل بارتفاع 2301 قدم (701 م)، وهي لا تبعد إلا 13 ميلا (21 كم) عن ادنى مستوى للأرض وهو 601 قدم (183 م) على شاطئ بحيرة سوبيريور. وعلى الرغم من هذا الاختلاف المحلي الكبير في الارتفاع، فإن أغلب الولاية هي سهوب ممتدة بلطف.
يلتقي حدا تصريف رئيسيان في الجزء الشمالي الشرقي من مينيسوتا في ريف هيبينغ، مشكلان مستجمعا مائياً ثلاثياً. بإمكان هطول الأمطار أن يتبع نهر المسيسبي جنوباً حتى خليج المكسيك، أو طريق سانت لورنس البحري شرق المحيط الأطلسي، أو أن يستجمع خليج هدسون الأمطار إلى المحيط المتجمد الشمالي.
لا يبدو لقب «أرض العشرة آلاف بحيرة» دقيقاً للولاية، لوجود 11,842 بحيرة في مينيسوتا بمساحة لا تقل عن 10 أفدنة (4 هكتار). نصيب مينيسوتا من بحيرة سوبيريور هو الأكبر ب962700 فدان (389600 هكتار، 3896 كم2)، وأعمق جسم مائي بالولاية يبلغ 1290 قدم (390 متر). لدى مينيسوتا 6564 نهراً وجدولاً طبيعياً، تتدفق بشكل تراكمي بطول 69,000 ميل (111,000 كم). يبدأ نهر المسيسيبي رحلته من منابعه في بحيرة إتاسكا ويعبر الحدود الجنوبية مع أيوا على بعد 680 ميلاً (1090 كم). ويلتقي بنهر مينيسوتا عند حصن سنيلنغ، وبنهر سانت كروا قرب هاستينغز، وبنهر شبوا في واباشا، وبالعديد من الجداول الأصغر. يتدفق النهر الأحمر، في حوض بحيرة أجاسيز الجليدية من الجزء الشمالي الغربي من الولاية شمالا نحو خليج هدسون في كندا. تبلغ مساحة الأراضي الرطبة ضمن حدود ولاية مينيسوتا حوالي 10.6 ملايين فدان (43,000 كم2 4300000 هكتار)، وهي المساحة الأكبر من مثيلاتها أي ولاية أخرى باستثناء ألاسكا.

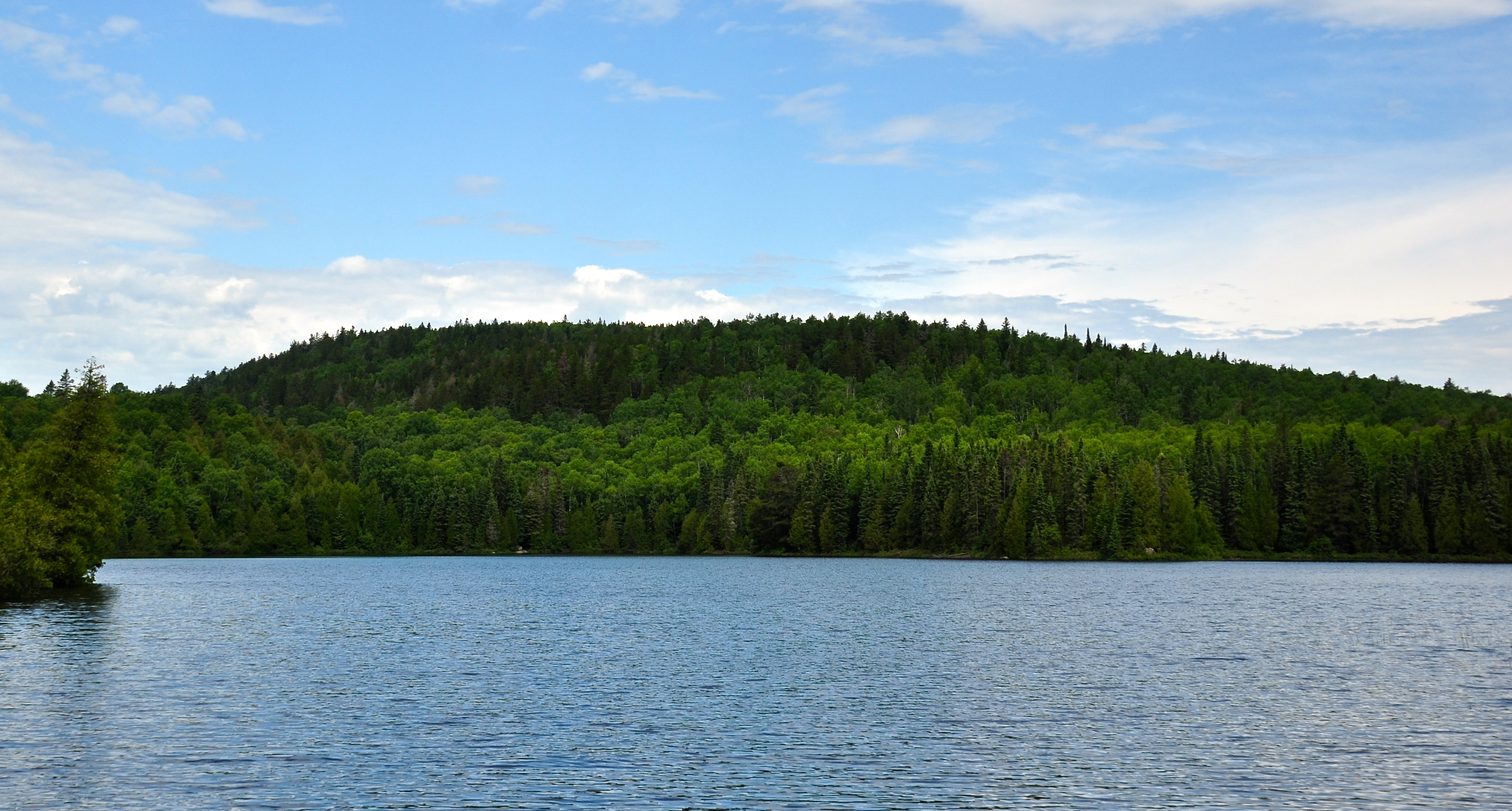
إيغل ماونتن، أعلى نقطة الطبيعية في مينيسوتا في تقع في الجزء الشمالي الشرقي من الولاية.

### النباتات والحيوانات

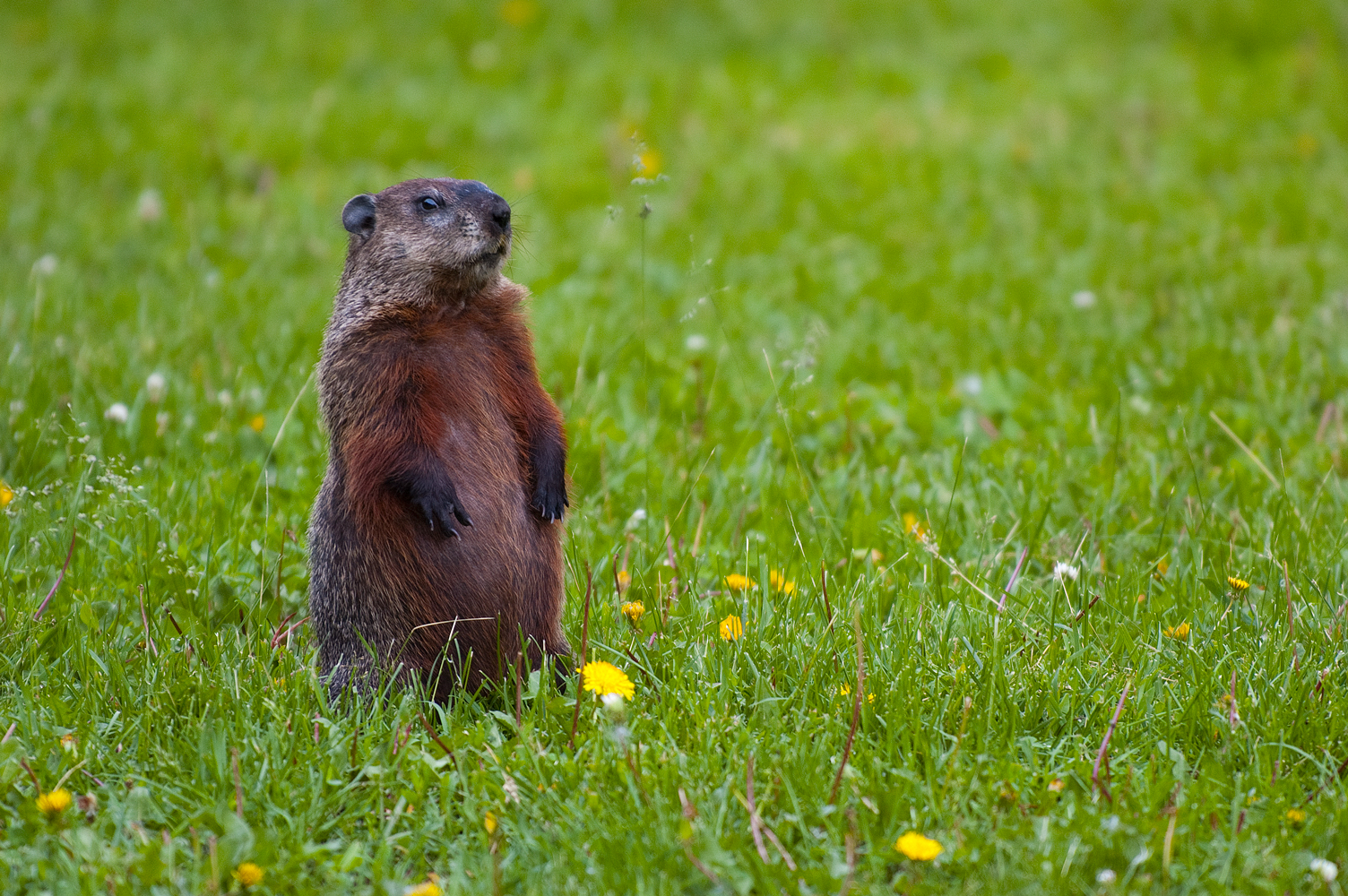
مرموط خنزير الأرض في منيابولس، على طول ضفاف نهر المسيسبي

لمينيسوتا أربعة أقاليم بيئية: براري باركلند، في الأجزاء الجنوبية الغربية والغربية من الولاية. برودليف فروست الشرقية (بغ وودز) في الجنوب الشرقي، وتمتد في شريط ضيق على الجزء الشمالي الغربي للولاية، حيث تتحول إلى محمية تولغراس أسبن باركلند؛ والغابة اللورنسية المختلطة الشمالية، غابة انتقالية بين الغابات الغابات الشمالية والغابات ذات الأوراق العريضة نحو الجنوب. هذه الغابات الشمالية برية واسعة من أشجار الصنوبر التنوب مختلطة مع أشجار حور وقضبان متناثرة.
خضعت الكثير من الغابات شمال مينيسوتا لقطع أشجارها، ولم يتبق اليوم سوى عدد قليل من بقع الغابات المعمرة في مساحات مثل في غابة شبوا الوطنية وغابة سوبريور الوطنية، حيث براري منطقة الكانو في باوندري ووترس لديها نحو 400,000 فدان (162000 هكتار) من الأراضي لم يتم قطع الأشجار فيها. وعلى الرغم من استمرار قطع الأشجار، أبقى إعادة النمو وإعادة الزراعة على حوالي ثلث غابات الولاية. تمت تجزئة ما يقرب من كل براري مينيسوتا وسافانا السنديان لاستغلالها في الزراعة والرعي وقطع الأشجار، وتطوير الضواحي.
في حين فقدان الموائل أثرت حيوانات مثل سمور الصنوبر، أيائل الإلكة، كاريبو الغابات المهاجر، والبيسون، ويزدهر آخرون مثل الأيل ذو الذيل الأبيض والوشق الأحمر. للولاية أكبر عدد في البلاد من الذئاب الأخشاب خارج ألاسكا، وتدعم أعداد صحية من الدببة السوداء، الموظ، والغوفر. تقع على نهر المسيسبي طريق الطيور المهاجرة، وتستضيف مينيسوتا الطيور المائية المهاجرة مثل الإوز والبط وطيور الصيد مثل الطيهوج والتدرج والدجاج الرومي. مينيسوتا موطنٌ للطيور الجارحة، ويشمل ذلك أكبر عدد من أزواج تربية النسور الصلعاء في الولايات الثمانية والأربعين الأسفل من عام 2007، الصقور الحمراء الذيل، والبوم الثلجي. تعج البحيرات أسماك رياضة الصيد مثل سمك الجاحظ والقاروص والمسقلنج، والبايك الشمالي، تنتشر في جداول الجنوب الشرقي والشمال الشرقي أسماك السلمون المرقط من أنواع الجدول والبني وقوس قزح.

### المناخ

أنواع كوبن المناخية مينيسوتا

تشهد مينيسوتا فارقاً كبيراً درجات الحرارة القصوى والدنيا التي تميز المناخ القاري، مع شتاء بارد وصيف حار. سجلت أدنى درجة حرارة و-60 درجة فهرنهايت (-51 مئوية) في قرية تاور في 2 فبراير، 1996، في حين كانت الأعلى 114 درجة فهرنهايت (46 درجة مئوية) في بلدة مورهد يوم 6 يوليو، 1936. تشمل الأحداث الجوية الأمطار والثلوج والعواصف الثلجية والعواصف الرعدية والبرد، ديرتشو والأعاصير، ورياح الخط المستقيم عالية السرعة. موسم النمو يختلف من 90 يوما في السنة في المدى الحديدي إلى 160 يوما في جنوب شرق مينيسوتا بالقرب من نهر المسيسيبي، ويتراوح متوسط درجات الحرارة 37-49 درجة فهرنهايت (3-9 درجة مئوية). يتراوح متوسط نقطة الندى صيفاً من حوالي 58 درجة فهرنهايت (14 درجة مئوية) في الجنوب إلى حوالي 48 درجة فهرنهايت (9 °C) في الشمال. ويتراوح متوسط هطول الأمطار السنوي 19-35 بوصة (48-89 سم)، ويحدث الجفاف كل 10 إلى 50 عاما.
| الموقع           | يوليو (°F) | يوليو (°C) | يناير (°F) | يناير (°C) |
| ---------------- | ---------- | ---------- | ---------- | ---------- |
| منيابولس         | 83/64      | 28/18      | 23/7       | –4/–13     |
| سانت بول         | 83/63      | 28/17      | 23/6       | –5/–14     |
| روشستر           | 82/63      | 28/17      | 23/3       | –5/–16     |
| دولوث            | 76/55      | 24/13      | 19/1       | –7/–17     |
| سانت كلاود       | 81/58      | 27/14      | 18/–1      | –7/–18     |
| ألبرت ليا        | 84/62      | 29/17      | 23/5       | –5/–15     |
| إنترناشونال فولز | 77/52      | 25/11      | 15/–6      | –9/–21     |

### الأراضي المحمية

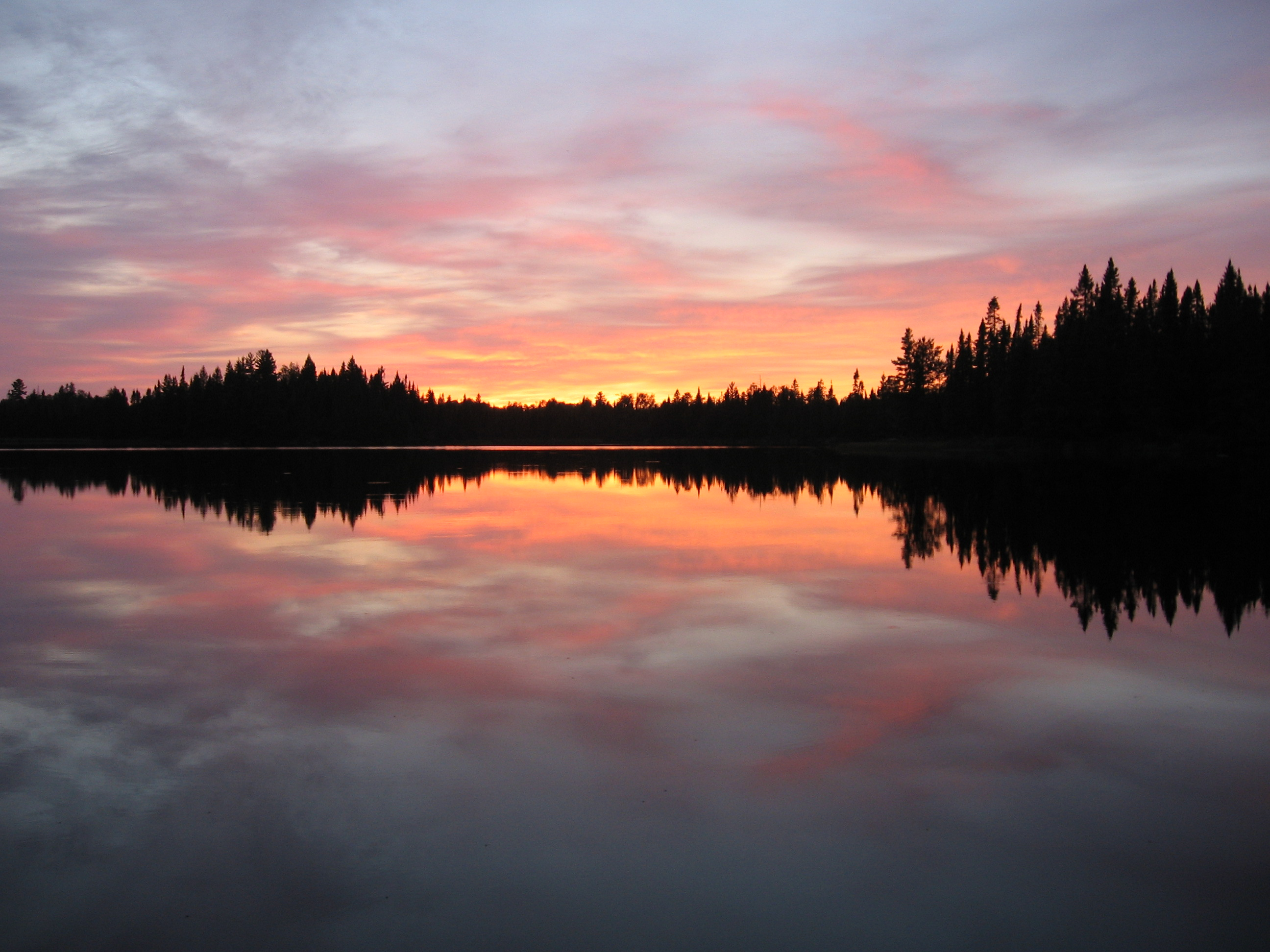
البحيرة في مياه الحدودية منطقة برية الكانو

في عام 1891 تأسست متنزه إتاسكا الولائي لتكون أول متنزه ولائي في مينيسوتا، وهي منبع نهر المسيسبي. ويوجد اليوم بمينيسوتا 72 متنزه ولائي ومنطقة استجمام، و 58 غابة ولائية تغطي حوالي أربعة ملايين فدان (16,000 كيلومتر مربع)، والعديد من المحميات البرية الولائية، تديرها جميعاً إدارة الموارد الطبيعية بولاية مينيسوتا. هناك 5.5 مليون فدان (22,000 كيلومتر مربع) في غابتي شبوا سوبريور الوطنيتين. تشتمل غابة سوبريور الوطنية في الشمال الشرقي براري منطقة الكانو في باوندري ووترس، والتي تضم أكثر من مليون فدان (4000 كيلومتر مربع) وألف بحيرة. إلى الغرب منها تقع متنزه فوياجس الوطني. منطقة نهر ميسيسيبي والاستجمام الوطنية (MNRRA)، عبارة عن ممر بطول 72 ميلاً (116 كم) على طول نهر المسيسيبي عبر منطقة منيابولس سانت بول الكبرى وبربط مجموعة متنوعة من المواقع ذات الأهمية التاريخية والثقافية والجيولوجية.

## التاريخ

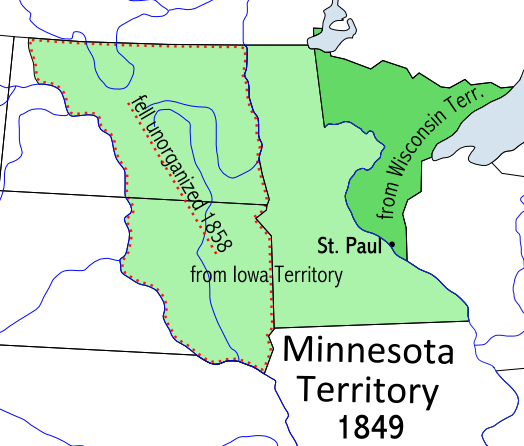
خريطة إقليم مينيسوتا 1849–1858

قبل الاستيطان الأوروبي في أمريكا الشمالية، سكنت قبيلة داكوتا مينيسوتا وهي متفرعة من شعب سو. باستقرار الأوروبيين على الساحل الشرقي، تسببت حركة السكان الأصليين بعيداً عنهم يهجرة قبيلة أنيشينابه وغيرها إلى منطقة مينيسوتا. كان تجار فراء فرنسيين أول من وصل من الأوروبيين إلى المنطقة في القرن السابع عشر. وفي وقت متأخر من القرن، هاجر الأنيشينابه والمعروفون أيضاً باسم هنود الأجيبوي غرباً إلى مينيسوتا، مما تسبب في توترات مع قبيلة داكوتا. وضع مستكشفون من أمثال دانييل غريسولون، الأب لويس هنبين، جونثان كارفر، هنري سكولكرافت، وجوزيف نيكوليه خرائط للولاية.
في عام 1762 أصبحت المنطقة جزءاً من لويزيانا الإسبانية وظلت كذلك حتى عام 1802. أصبح الجزء الواقع شرق نهر المسيسيبي من الولاية جزءاً من الولايات المتحدة في نهاية حرب الاستقلال الأمريكية بالتوقيع على معاهدة باريس الثانية. وقد اكتساب الأرض الواقعة غرب المسيسيبي من خلال شراء لويزيانا، رغم أن جزءاً من وادي النهر الأحمر ظل متنازعاً عليه حتى معاهدة 1818. في عام 1805، فاوض زيبولون بايك الهنود لشراء أرض عند التقاء نهري مينيسوتا والمسيسيبي. تم بناء حصن سنيلنغ بين عامي 1819 و 1825. وقد أنشأ جنوده طاحونة ومنشرة في شلالات سانت أنتوني، لتكون أول الصناعات العاملة بالطاقة المائية حول ما سينمو لاحقاً ليصبح مدينة منيابولس. وفي الوقت نفسه، استوطن محتلو أراضي بوضع اليد ومسؤولون الحكوميون والسياح بالقرب من الحصن. وفي عام 1839، ثم رحلهم الجيش باتجاه اسفل النهر واستقروا في المنطقة التي أصبحت سانت بول. تشكل إقليم مينيسوتا في 3 مارس، 1849. هيمن رجال من نيو انغلاند أو أصولهم من نيو انغلاند على أول مجلس تشريعي إقليمي (عقد 2 سبتمبر 1849). جاء آلاف الناس يأتون لبناء المزارع وقطع الأخشاب، وأصبحت مينيسوتا الولاية الثانية والثلاثين في الولايات الأمريكية في 11 مايو 1858. كان السكان المؤسسون بأغلبيتهم الساحقة من أصول من نيو انغلاند لدرجة أن أطلق عليها اسم «نيو انغلاند الغرب».

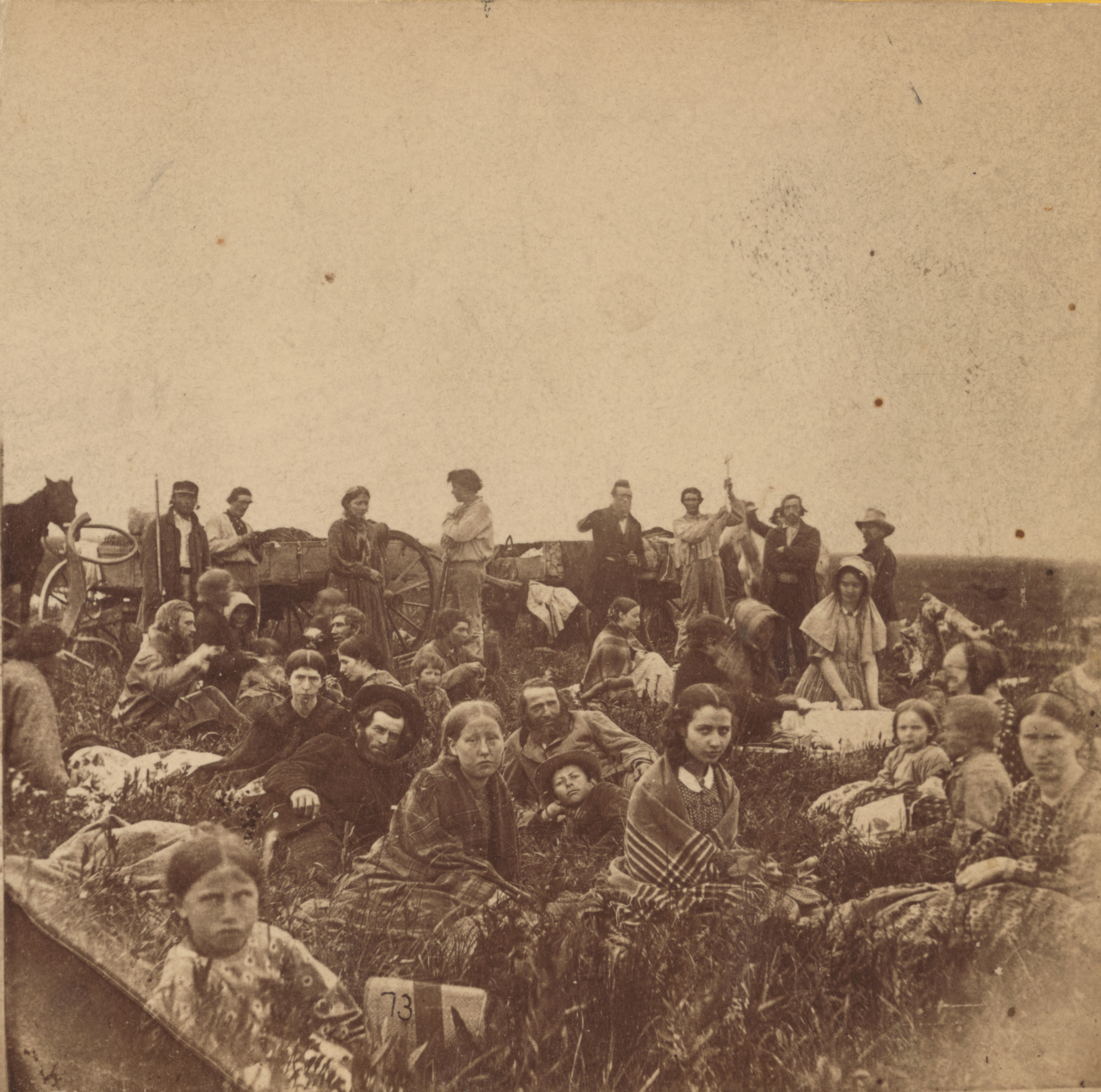
هروب المستوطنين من حرب داكوتا 1862

أبعدت المعاهدات بين المستوطنين الأوروبيين الداكوتا والأجيبوي السكان الأصليين تدريجياً عن أراضيهم إلى أراضي أصغر. في عام 1861، شكل سكان من مانكاتو منظمة فرسان الغابة السرية، والتي تهدف للقضاء على جميع الهنود في ولاية مينيسوتا. بتدهور واقع الداكوتا، ارتفعت حدة التوتر، فاندلعت حرب داكوتا عام 1862. وأسفرت الحرب التي استمرت ستة أسابيع عن إعدام 38 من الداكوتا ونفي أغلب بقية الداكوتا إلى كرو كريك في إقليم داكوتا. وقتل ما لا يقل عن 800 من المستوطنين البيض خلال الحرب.
كانت قطع الأشجار والزراعة الدعائم الأساسية لاقتصاد مينيسوتا المبكر. المناشر عند شلالات سانت أنتوني، وتتعامل مراكز قطع الأشجار مثل مارين أون سانت كروا وستيلووتر ووينونا مع كميات كبيرة من الخشب. وتقع هذه المدن على الأنهار التي كانت مثالية للنقل. لاحقاً، تم استغلال شلالات سانت أنتوني لتوفير الطاقة لمطاحن الدقيق. قادت ابتكارات مطاحن منيابولس لإنتاج «براءة» طحين مينيسوتا، الذي قاد إلى تقريباً إلى ضعف سعر «الخبازين» أو الطحين «الصافي» الذي حل محله. بحلول عام 1900، كانت مطاحن مينيسوتا وعلى رأسها بلزبري ونورث وسترن وشركة اشبورن كروسبي (السابقة لجنرال ميلز) تطحن 14.1% من حبوب البلاد.

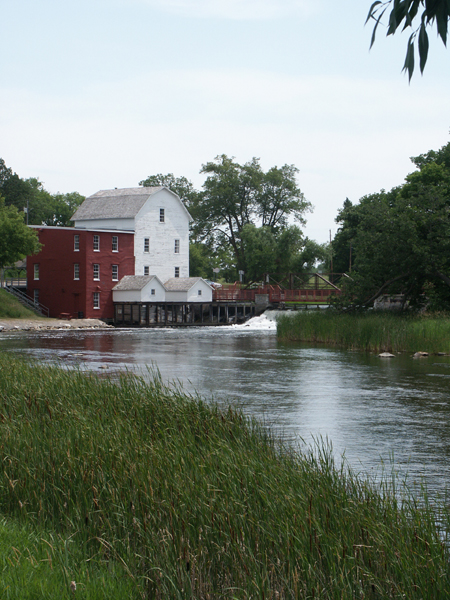
طاحونة فلبس في مقاطعة أوتر تيل

تأسست صناعة تعدين الحديد في الولاية باكتشاف الحديد في نطاق فرمليون ونطاق مسابي الحديديين في ثمانينات القرن التاسع عشر، وفي نطاق كويونا أوائل القرن العشرين. كان يتم شحن المعدن الخام عبر السكك الحديدية إلى دولوث وتو هاربورس ثم تُحمل على السفن وتُنقل شرقاً عبر البحيرات العظمى.
تسببت التنمية الصناعية وتصاعد التصنيع في انتقال السكان تدريجياً من المناطق الريفية إلى المدن خلال أوائل القرن العشرين. وظلت الزراعة مع ذلك سائدة. تضرر اقتصاد مينيسوتا كثيراً من الكساد الكبير، ما أدى إلى انخفاض الأسعار بالنسبة للمزارعين، وتسريح لعمال المناجم الحديد، واضطرابات عمالية. وقد فاقم الجفاف الذي أصاب غرب مينيسوتا وداكوتا بين عامي 1931-1935 من المحن. ساهمت برامج الصفقة الجديدة في بعض التحول الاقتصادي. وفر فيلق الخدمة المدنية وغيرها من البرامج في جميع أنحاء الولاية بعض الوظائف للهنود على أراضيهم، كما وفر قانون إعادة تنظيم أوضاع الهنود لعام 1934 للقبائل آلية للحكم الذاتي. فأعطى هذا للسكان الأصليين صوتاً أعلى داخل الولاية، وعزز من الاحترام للعادات القبلية نظراً للتوقف عن قمع الاحتفالات الدينية واللغات المحلية.
بعد الحرب العالمية الثانية، تسارعت التنمية الصناعية. وزادت التكنولوجيا الجديدة الإنتاج الزراعي من خلال أتمتة تسمين الخنازير والأبقار، والحلب الآلي في مزارع الألبان، وتربية الدجاج في مبانٍ كبيرة. أصبحت الزراعة أكثر تخصصاً بتهجين الذرة والقمح، وأصبح استخدام الآلات الزراعية مثل الجرارات والحصادات القاعدة. وقد ساهم نورمان بورلوغ الاستاذ في جامعة مينيسوتا في هذه التطورات كجزء من الثورة الخضراء. تسارعت تطور الضواحي بسبب زيادة الطلب على المساكن بعد الحرب والمواصلات المريحة. مكنت زيادة التنقل بدورها من توفر المزيد من الوظائف المتخصصة.
أصبحت ولاية مينيسوتا مركزاً للتكنولوجيا بعد الحرب العالمية الثانية. تم تشكيل شركة "شركاء أبحاث الهندسة " في عام 1946 لتطوير حواسيب بحرية الولايات المتحدة. اندمجت فيما بعد مع شركة ريمنغتون راند، ثم أصبحت سبيري راند. ترك وليام نورس سبيري عام 1957 لتشكيل شركة "Control Data Corporation" (سي دي سي). بعد أن غادر سيمور كراي سي دي سي أسس شركته الخاصة كراي ريسرش. بدأت شركة مدترونك لصناعة الأجهزة الطبية أيضاً العمل في المدينتين التوأم عام 1949.

## المدن والبلدات

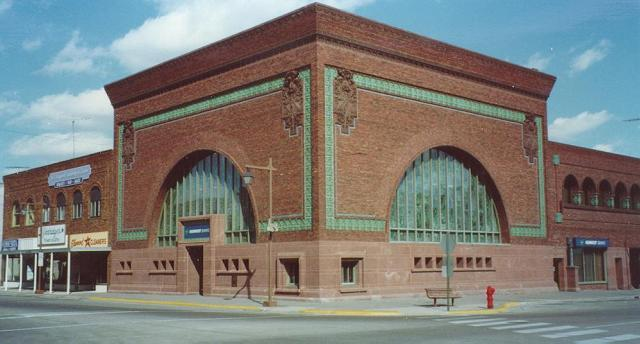
المصرف الفلاحي الوطني في أواتونا من أعمال المعمار لويس سوليفان

سانت بول، وتقع في شرق وسط مينيسوتا على ضفاف المسيسبي، هي عاصمة الولاية منذ 1849، في البداية عاصمة لإقليم مينيسوتا، وبعد ذلك عاصمة للولاية منذ عام 1858.
و سانت بول مجاورة لأكبر مدن مينيسوتا من حيث عدد السكان وهي منيابولس. وهما مع ضواحيهما مجتمعة معروفتان باسم منطقة المدينتان التوأم الكبرى، ومركزها الثالثة عشرة ضمن أكبر المناطق الحضرية في الولايات المتحدة حيث يسكنها نحو 60% من سكان الولاية. ويعرف ما تبقى من الولاية ب«مينيسوتا الكبرى» أو «مينيسوتا أوتستيت».
يوجد بالولاية 17 مدينة يقطنها فوق 50.000 ساكن (تعداد عام 2010). وهي في ترتيب تنازلي حيث عدد السكان: منيابولس وسانت بول، روشستر، دولوث، بلومنغتون، بروكلن بارك، بليموث، سانت كلاود، وودبوري، إيجان، مابل غروف، كون رابيدز، إيدن بريري، مينيتونكا، بورنسفيل، أبل فالي، وبلايني وليكفيل. من بين هذه فقط روشستر، دولوث، وسانت كلاود هي خارج منطقة المدينتان التوأم الكبرى.
يستمر عدد سكان ولاية مينيسوتا في النمو، وخاصة في المراكز الحضرية. تضاعف سكان مقاطعتي شربورن وسكوت الكبرى ما بين عامي 1980 و 2000، في حين فقد 40 من 87 مقاطعة في الولاية مقيمين خلال الفترة نفسها.

## الديمغرافيا

### السكان

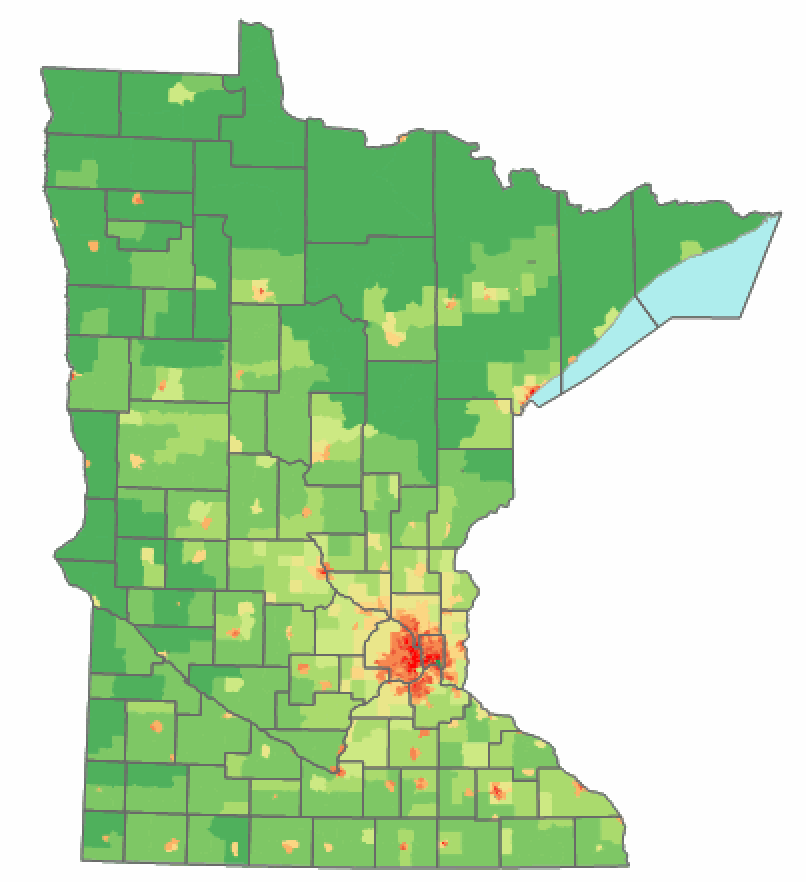
توزيع السكان في ولاية مينيسوتا

من أقل من 6120 نسمة في عام 1850، ازداد عدد سكان ولاية مينيسوتا إلى أكثر من 1.7 مليون بحلول عام 1900. شهد كل من العقود الستة التالية زيادة بنسبة 15 في المئة في عدد السكان ليصل إلى 3.4 مليون في عام 1960. ثم تباطأ النمو، وارتفاع 11% إلى 3.8 مليون في عام 1970، وبمتوسط قدره 9 في المئة على مدى العقود الثلاثة القادمة إلى 4.9 مليون نسمة في تعداد عام 2000. ويقدر مكتب الإحصاء في الولايات المتحدة أن عدد سكان ولاية مينيسوتا كان 5.489.594 في 1 يوليو 2015، أي بزيادة قدرها 3.5 في المئة منذ تعداد الولايات المتحدة عام 2010. معدل التغير السكاني، والعمر والجنس التوزيعات، تقارب المعدل الوطني. يقع مركز مينيسوتا للسكان في مقاطعة هينيبين.

### الأعراق
تكوين العنصري قدرت الدولة في عام 2011 مكتب الإحصاء الأمريكي تقدير كان:
- أمريكيون بيض: 86.9٪ (بيض غير لاتينيين 83.1٪، هسبان بيض 3.8٪)
- أمريكيون أفارقة: 5.4٪
- الهنود الحمر وسكان ألاسكا الأصليين: 1.1٪
- الآسيويون: 4.0٪
- جزر المحيط الهادئ: 0.0٪
- أعراق أخرى: 2.4٪
- متعددو الأعراق: 1.8٪

يشكل الهسبان أو اللاتينيون 6.7 في المئة من السكان.
في عام 2011، شارك البيض غير اللاتينيين في 72.3% من مجموع الولادات.
ومع ذلك، لا تزال الأقليات المتنامية في مينيسوتا تشكل نسبة أصغر من السكان مقارنة بما في الأمة ككل.
دراسة مسحت الأصول الرئيسية لسكان ولاية مينيسوتا في عام 2010 لتكون على النحو التالي:
- 37.9٪ ألمان
- 32.1٪ من دول الشمال. (16.8٪ نرويجيون، 9.5٪ سويديون، 4.7٪ فنلنديون، دنماركيون، آيسلنديون، فارويون وكاريليون)
- 11.7٪ أيرلنديون
- 6.3٪ إنجليز
- 5.1٪ بولنديون
- 4.2٪ فرنسيون
- 3.7٪ إيطاليون

وتشمل أصول التي ينتمي لها أقل من 3٪ من السكان أمريكيون، تشيكيون، وهولنديون، ما بين 2% و 3% لكل منهم؛ أفريقيون جنوب الصحراء وشرق أفريقيا، اسكتلنديون، كنديون فرنسيون، اسكتش-آيرلنديون ومكسيكيون، ما بين 1% و 1.9% لكل منهم. وأقل من 1 في المئة في كل من روس، ولزيون، بوسنيون، كروات، صرب، سويسريون، عرب، مجريون، أوكرانيون، يونانيون، سلوفاكيون، لتوانيون، برتغاليون، وهنود غربيون.
مينيسوتا لديها أكبر عدد سكان من الصوماليين في البلاد.

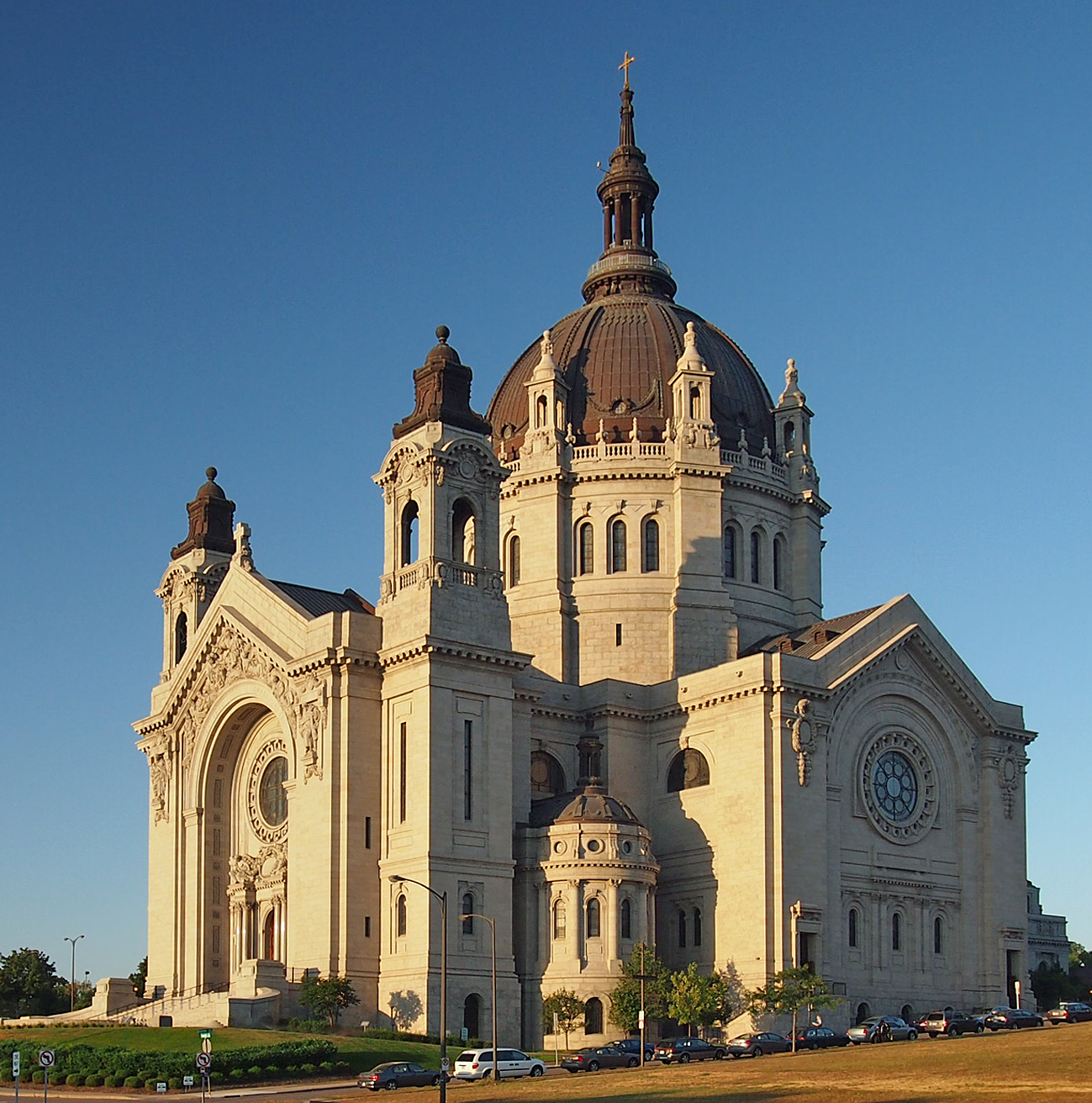
كاتدرائية سانت بول بأسلوب النهضة الفرنسية بمدينة سانت بول

### الدين
| الدين في ولاية مينيسوتا (2010) | الدين في ولاية مينيسوتا (2010) | الدين في ولاية مينيسوتا (2010) | الدين في ولاية مينيسوتا (2010) | الدين في ولاية مينيسوتا (2010) |
| ------------------------------ | ------------------------------ | ------------------------------ | ------------------------------ | ------------------------------ |
| الدين                          | الدين                          |                                | النسبة                         | النسبة                         |
| بروتستانت الخط الرئيسي         | بروتستانت الخط الرئيسي         |                                | 32%                            | 32%                            |
| كاثوليك                        | كاثوليك                        |                                | 28%                            | 28%                            |
| بروتستانت إنجيليون             | بروتستانت إنجيليون             |                                | 21%                            | 21%                            |
| غير المنتسبين                  | غير المنتسبين                  |                                | 13%                            | 13%                            |
| آخرون                          | آخرون                          |                                | 1%                             | 1%                             |

غالبية المينيسوتيين من البروتستانت، بما في ذلك مجموعة لوثرية كبيرة، نظرا للتواجد العرقي من أوروبا الشمالإلى حد كبير في الولاية. الروم الكاثوليك (أغلبهم من أصل ألماني، إيرلندي، وسلافي) يشكلون أكبر طائفة مسيحية. أظهر دراسة لمركز بيو للأبحاث عن الدين والحياة العامة سنة 2010 أن 32% من المينيسوتيين يتبعون تقاليد البروتستانتية الخط الرئيسي، و21% البروتستانتية الإنجيلية، و 28% الروم الكاثوليك، 1% لكل من اليهود والمسلمين والبوذيين والبروتستانت الأسود وأعداد أصغر من أتباع الديانات الأخرى، و 13% غير منتسبين. وفقاً لجمعية أرشيف البيانات الدينية، في عام 2010 كانت الكنيسة الكاثوليكية أكثر الطوائف بعدد الأتباع مع 1.150.367. الكنيسة الإنجيلية اللوثرية في أمريكا مع 737.537. ومجمع كنيسة ميزوري اللوثرية مع 182.439. وهذا يتفق عموماً مع نتائج مسح الهوية الدينية الأمريكية (ARIS) التابع لمعهد دراسة العلمانية في المجتمع والثقافة سنة 2001، والذي يعطي أيضاً نسباً مفصلة للعديد من الطوائف. رغم أن المسيحية هي الديانة السائدة، لمينيسوتا تاريخ طويل مع الديانات غير المسيحية. بنى أوائل اليهود الأشكناز أول كنيس في سانت بول في عام 1856. ويوجد في مينيسوتا أكثر من 30 مسجداً، معظمها في منطقة المدينتين التوأم الكبرى. يقع في مينيسوتا معبد ECK، الموطن الروحي لحركة الإكنكار، وهنالك عشرات الآلاف من الإكنكارين في الولاية.

## الاقتصاد
كان اقتصاد مينيسوتا في المقام الأول منتجاً للمواد الخام، وتحول ليعطي أهمية خاصة للمنتجات والخدمات النهائية. ولعل السمة الأكثر أهمية للاقتصاد هي تنوعه. تتطابق المخرجات النسبية لقطاعات الأعمال فيها إلى حد كبير مع الولايات المتحدة ككل. حقق اقتصاد مينيسوتا ناتجاً محلياً إجمالياً بمقدار 262 مليار$ في عام 2008. في عام 2008، ثلاثة الثلاثون من أعلى 1000 شركة متداولة علناً من حيث الإيرادات في الولايات المتحدة كان مقرها في ولاية مينيسوتا، منها شركة تارغت، مجموعة يونايتد هلث، ثري إم، جنرال ميلز، يو إس بانكورب، أمريبرايز، هورمل، لاند أولكس، سوبرفالو، بست باي وفالسبار. تشمل الشركات الخاصة التي يوجد مقرها في ولاية مينيسوتا كارغل أكبر شركة خاصة في الولايات المتحدة، وشركات كارلسون وهي الشركة الأم لفنادق راديسون.
في عام 2008 كان نصيب الفرد من الدخل الشخصي 42.772 $، وهو عاشر أعلى معدل في البلاد. وكان متوسط دخل الأسرة لمدة ثلاث سنوات بين أعوام 2002-2004 هو 55,914 $، لتحتل المرتبة الخامس في الولايات المتحدة والأولى من بين 36 ولاية ليست على ساحل المحيط الأطلسي.
في الأول من يناير عام 2015، كان معدل البطالة في الولاية 3.7٪.

### التجارة والصناعة

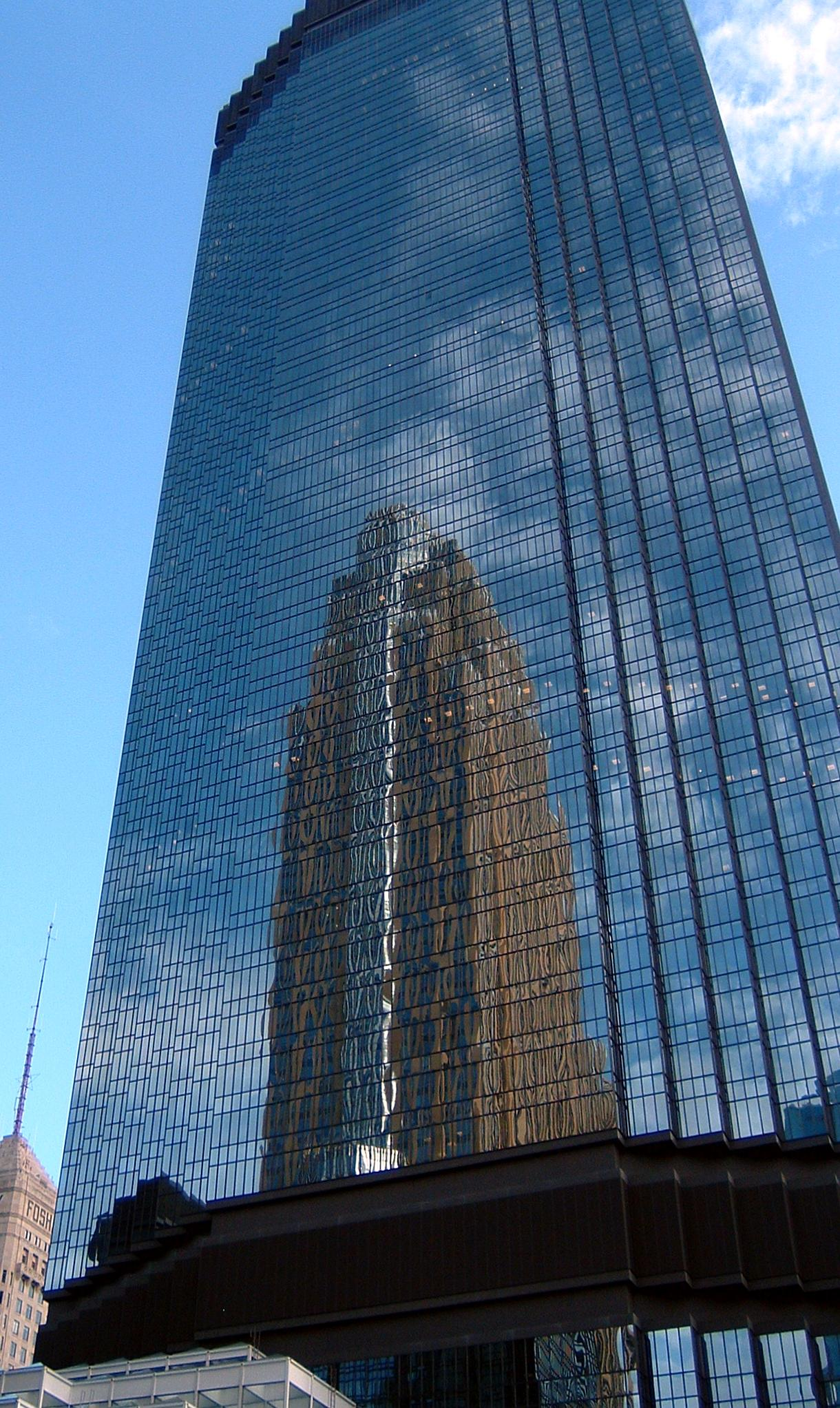
برج آي دي إس، من تصميم فيليب جونسون، أطول مبنى في الولاية، عاكساً مركز ولس فارغو من أعمال سزار بيلي بأسلوب آرت ديكو

كانت تجارة الفراء والزراعة أول الصناعات في مينيسوتا. نمت مدينة منيابولس حول مطاحن الدقيق مدعوم من شلالات سانت انتوني. على الرغم من أن أقل من واحد في المئة من السكان يعملون الآن في القطاع الزراعي، فإنه لا يزال جزء كبير من اقتصاد الولاية، ليحتل المركز السادس في الأمة في قيمة المنتجات التي تباع. الولاية هي أكبر منتج في الولايات المتحدة من بنجر السكر، والذرة الحلوة، والبازلاء الخضراء للتجهيز، والديك الرومي المزارع التي أثيرت. مينيسوتا أيضا منتج كبير من الذرة وفول الصويا. مينيسوتا لديه معظم التعاونيات الغذائية للفرد في الولايات المتحدة. تبقى الغابات قوية، بما في ذلك قطع الأشجار، ومعالجة لب الخشب وصناعة الورق، وصناعة منتجات الغابات. كان مينيسوتا الشهيرة لإزالة الألغام لينة مادته الخام التي تنتج جزءا كبيرا من خام الحديد في العالم لأكثر من قرن. وعلى الرغم من استنزاف خام عالية الجودة الآن، لا يزال التعدين التاكونايت، وذلك باستخدام العمليات التي وضعت محليا لإنقاذ هذه الصناعة. في عام 2004، أنتجت الولاية 75% من خام الحديد صالحة للاستعمال في البلاد. خلقت طفرة التعدين ميناء دولوث التي لا تزال مهمة لخام الشحن، والفحم، والمنتجات الزراعية. ويشمل قطاع الصناعات التحويلية الآن التكنولوجيا والشركات الطبية بالإضافة إلى مصنعي الأغذية القديمة والصناعات الثقيلة. كان أول مركز تسوق داخلي في البلاد هو مركز ساوثديل في إدينا وأكبرها هو مول أمريكا في بلومنغتون.
مينيسوتا هي إحدى 42 ولاية أمريكية لها يانصيبها الخاص. وتشمل ألعابه باوربول، ميغا ميلينس، هوت لوتو (المسابقات الثلاثة متعددة الولايات)، نورثستار كاش وغوفر 5.

### إنتاج واستهلاك الطاقة
تنتج مينيسوتا وقود الايثانول وهي أول من شرع استعماله، وكان مزيجاً بعشرة% (E10).
في سنة 2005 كان هنالك أكثر من 310 محطات توفر وقود E85، الذي يحوي 85% من الايثانول و15% من الغازولين. يتطلب 2% من مزيج الديزل الحيوي في وقود الديزل منذ سنة 2005. في ديسمبر 2006 كانت الولاية الرابعة على مستوى البلاد في إنتاج طاقة الرياح، ب895 ميغاوات تم انشاءها والتخطيط لإنتاج 200 ميغاوات أخرى، الكثير منها تم انشاءها على بوفالو ريدج كثير الرياح في الجزء الجنوب الغربي من الولاية.

### ضرائب الولاية
مينيسوتا لديها هيكلية ضريبة دخل تصاعدية. معدلات فئات ضريبة الدخل الولائية الأربعة هي: 5.35%، 7.05%، 7.85% و 9.85%. في عام 2008، كانت مينيسوتا في المرتبة الثانية عشرة في البلاد في مجموع الضرائب الولائية والمحلية للفرد. دفع المينيسوتيون في عام 2008، 10.2% من دخلهم ضرائب ولائية ومحلية؛ وكان المتوسط في الولايات المتحدة 9.7%. تبلغ ضريبة المبيعات الولائية في مينيسوتا هي 6.875%، ولكن ليس هنالك ضريبة مبيعات على الملابس، وأدوية الوصفات الطبية، وبعض الخدمات، أو المواد الغذائية للاستهلاك المنزلي. سمح المجلس التشريعي بالولاية للبلديات فرض ضرائب مبيعات محلية وضرائب محلية خاصة، مثل 0.5% ضريبة مبيعات إضافية في منيابولس. تفرض إِتَاوَات ضرائب على الكحول والتبغ ووقود السيارات. تفرض الولاية ضريبة استخدام على البضائع التي تم شراؤها في أماكن أخرى ولكنها تستخدم في ولاية مينيسوتا. أصحاب العقارات في ولاية مينيسوتا تدفع ضريبة الأملاك للمقاطعة، والبلدية، والمنطقة التعليمية، والمناطق فرض الضرائب خاصة.

## الثقافة

### الفنون الجميلة والاستعراضية

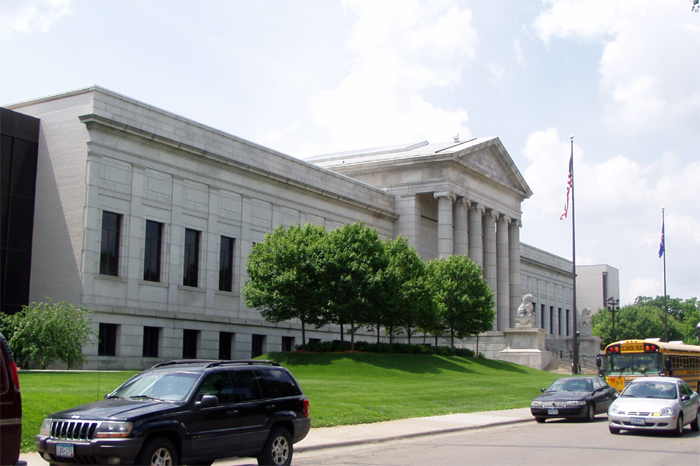
واجهة معهد منيابولس للفنون الشمالية بأسلوب عمارة الفنون الجميلة، من تصميم شركة مكيم، ميد و وايت.

تشمل متاحف مينيسوتا الرائدة في الفنون الجميلة معهد منيابولس للفنون، ومركز ووكر أرت، ومتحف وايزمان أرت، ومتحف الفن الروسي (TMORA). وتقع كلها في منيابولس. أوركسترا مينيسوتا وأوركسترا سانت بول الحجرة هي فرق موسيقية بارزة ومحترفة بدوام كامل، تؤدي الحفلات الموسيقية وتقدم برامج تعليمية لمجتمع المدينتين التوأم. انتقل مسرح غوثري ذو الشهرة العالمية إلى مرفق جديد في منيابولس عام 2006، ويضم ثلاث مراحل ويطل على نهر المسيسبي. حضور المسرحية والموسيقية، والأحداث الكوميدية في المنطقة هو قوي. في الولايات المتحدة، عدد المدن التوأم 'من مقاعد المسرح في صفوف الفرد وراء فقط مدينة نيويورك؛ مع نحو 2.3 مليون تذكرة المسرح تباع سنويا. على هامش مهرجان مينيسوتا هو الاحتفال السنوي للمسرح، رقص، الارتجال، العرائس، وعروض للأطفال، الفنون البصرية، والمسرحيات الموسيقية. يتكون مهرجان الصيف من أكثر من 800 العروض على مدى 11 يوما في منيابولس، وهو أكبر غير التشكيلية مهرجان الفنون المسرحية في الولايات المتحدة.

### الأدب
قسوة ومزايا حياة الرواد في سهوب البراري هي الموضوع الذي تناولته رواية «عمالقة على الأرض» من أعمال أولي روفاغ وسلسلة كتب «المنزل الصغير في البراي» للأطفال من أعمال لورا إنغالز وايلدر.
صور سنكلير لويس حياة البلدة الصغيرة متجهمةً في رواية «الشارع الرئيسي»، وبلطف ومودة أكثر عند غاريسون كيلور في قصصه عن بلدة ليك ووبغون الخيالية.
كتب ابن سانت بول فرنسيس سكوت فيتسجيرالد عن المخاوف والطموحات الاجتماعية للمدينة الناشئة في قصص قصيرة مثل «أحلام الشتاء» و«المكان الثلجي» (نشرت في كتاب «المتحررات والفلاسفة»؛ Flappers and Philosophers). استلهم هنري وادزورث لونغفيلو قصيدته الملحمية "The Song of Hiawatha" من مينيسوتا وسمى العديد من أماكن الولاية ومسطحاتها المائية. فاز ابن مينيسوتا روبرت تسيمرمان (بوب دلن) بجائزة نوبل في الأدب لعام 2016.

### الترفيه
يشمل موسيقيو مينيسوتا بوب ديلان، إدي كوكرن، ذا أندروز سسترس، ذا كستاويز، ذا تراشمن، برنس، سول أسايلم، ديفد إلفسون، هاسكر دو، آل سيتي، ذا ربليسمنتس. ساعد المينيسوتيون تشكيل تاريخ الموسيقى من خلال الثقافة الشعبية الأميركية: الأخوات أندروز كن لحن أيقوني من الحرب العالمية الثانية، في حين أن أغنية "Surfin' Bird" لفرقة ذا تراشمن، وبوب ديلان يلخصان جانبي الستينات. في الثمانينات، وجدت فرق وموسيقيين مؤثرين منهم: برنس، وذا تايم، جيمي جام وتيري لويس، وذا جتس، لبسينك، إنفورميشن سوسايتي.
كما قام المينيسوتيون بمساهمات كبيرة في الكوميديا، والمسرح، والإعلام، والسينما. تم إنشاء سلسلة الرسومات الفكاهية بينوتس من قبل تشارلز شولز ابن سانت بول. أعاد غاريسون كيلور إحياء الكوميديا الإذاعية على الطراز القديم بمنوعة إذاعية اسبوعية مباشرة هي براري هوم كومبانيون وتبث منذ عام 1974. مسلسل الخيال العلمي الكوميدي مستري ساينس ثياتر 3000، ألفه جويل هودغسون في هوبكنز ومنيابولس. وقد نشأت كوميديا شعبية أساسية أخرى في التسعينات، هي ذا ديلي شو من خلال لز ونستد ومادلين سمثبيرغ.
ساهم جويل وإيثان كوين، تيري غيليام، بل بوهلد، ومايك تود في فن صناعة الأفلام ككتاب ومخرجين، ومنتجين. من ضمن الممثلين المينيسوتيين: لوني أندرسون، ريتشارد دين أندرسون، جيمس أرنس، جيسيكا بيل، راشيل لي كوك، جوليا دفي، مايك فاريل، جودي غارلند، بيتر غريفز، جوش هارتنت، غاريت هدلوند، تيبي هدرن، جيسيكا لانج، كيلي لينش، إي جي مارشال، وكريس برات، جين راسل، وينونا رايدر، شون وليام سكوت، كيفن سوربو، ليا تومبسن، فينس فون، جيسي فنتورا، وستيف زان.

### الثقافة الشعبية

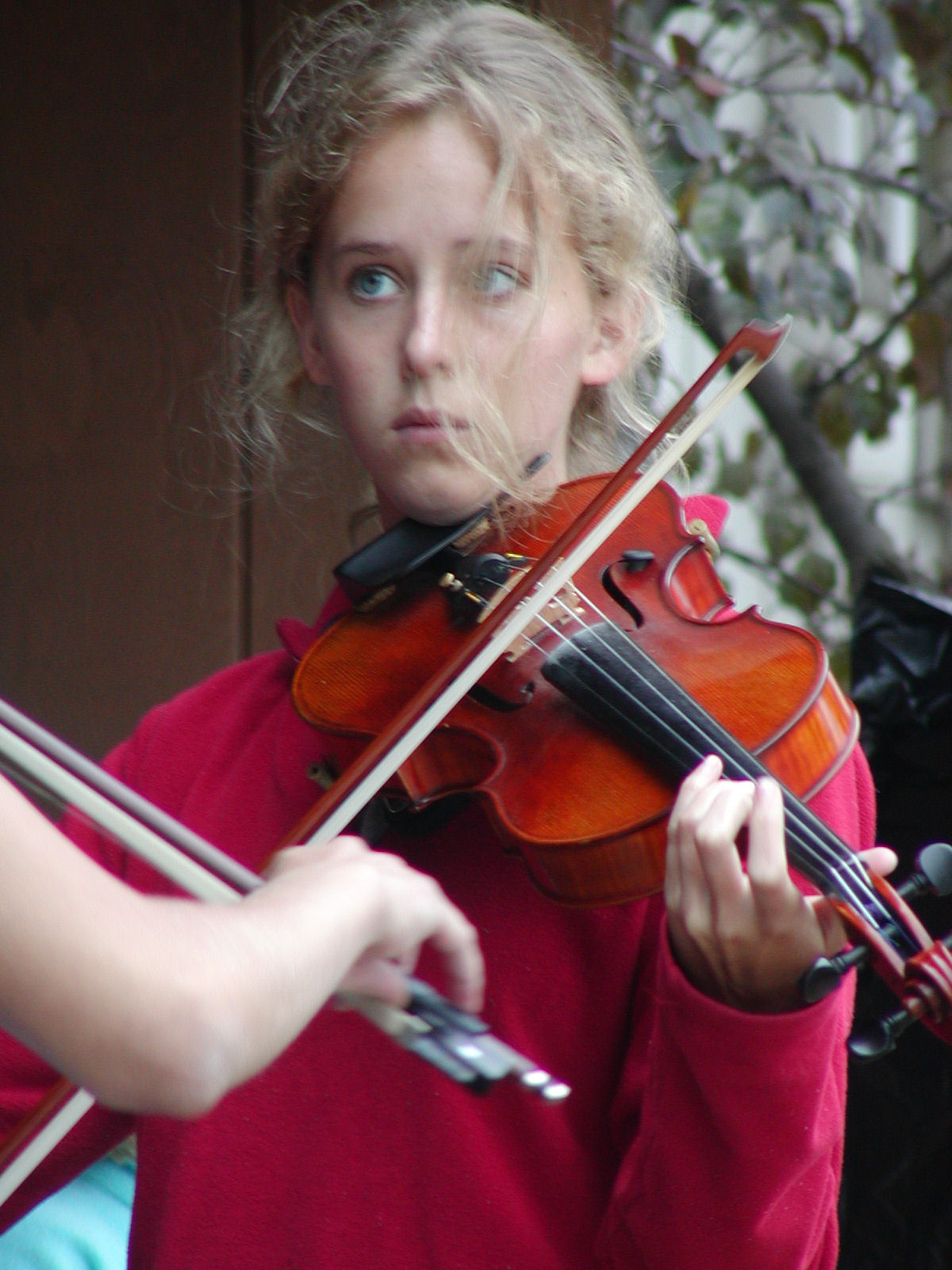
يافعة تؤدي بالكمان في مهرجان ولاية مينيسوتا

تشمل الصفات النمطية للمينيسوتيين «مينيسوتا اللطيفة»، اللوثرية، والشعور قوي بالمجتمع والثقافة المشتركة، ونوع مميز من إنجليزية شمال وسط الأمريكية مع لمحات من التعبيرات الاسكندنافية. من الأنشطة الشعبية لكنائس البلدات الصغيرة الموائد المشتركة، وعادة تكون مع مجموعة متنوعة من الهوتدش. ويحضر جزء صغير من السكان الاسكندنافيين عشاء لوتفيسك تقليدي للاحتفال بعيد الميلاد. يُسخر من العديد من هذه الخصائص الثقافية الاسكندنافية والسمات الشخصية على برنامج ا براري هوم كومبانيون على الإذاعة العامة المتزامنة وطنياً الرئيسية. صورت أفلام الحياة في مينيسوتا مثل فارغو، جونو، شاب بالغ، رجل جاد، وفي مسلسلات تلفزيونية شهيرو مثل مسلسل فارغو. ومن الأفلام الكبرى التي صورت في مينيسوتا المطر الأرجواني المطار شمال المدينة.
مهرجان ولاية مينيسوتا بشعار "The Great Minnesota Get-Together" هو رمز لثقافة الولاية. في ولاية سكانها 5.4 مليون شخص، اجتذب المهرجان أكثر من 1.8 مليون زائر في عام 2014، مسجلاً رقماً قياسياً الحضور. ويغطي المعرض مجموعة متنوعة عن الحياة المينيسوتية، بما في ذلك الفنون الجميلة والعلوم، والزراعة، وإعداد الطعام، وعروض 4-H، والموسيقى، وألعاب المهرجانات الشعبية، والترويج للشركات. ومعروفة بعرض أعمال فنية باستخدام المحاصيل الزراعية ومنحوتات من الزبدة للفوز بلفب أميرة الألبان "Princess Kay of the Milky Way"، وولادة الحظيرة "birthing barn"، ومنافسة «أسمن خنزير». كما يمكن العثور على عشرات الأصناف الأطعمة المركبة على أعواد، مثل برونتو بوب، روائب الجبن المقلية، وقطع الحلوى المقلية. تقدم العديد من هذه الفعاليات على نطاق أصغر في العديد من مهرجانات المقاطعات.
وتشمل المهرجانات السنوية الكبيرة الأخرى كرنفال سانت بول الشتوي، ومهرجان نهضة مينيسوتا، مهرجان منيابولس أكواتينل ومل سيتي الموسيقي، موندانس جام في ووكر، مهرجان صنشاين للموسيقى المسيحية في ويلمر، ومهرجان جودي غارلند في غراند رابيدز، مهرجان إيلبوت على بحيرة ليتش، ومهرجان ويفست لموسيقى الكنتري في ديترويت ليكس.

## الصحة

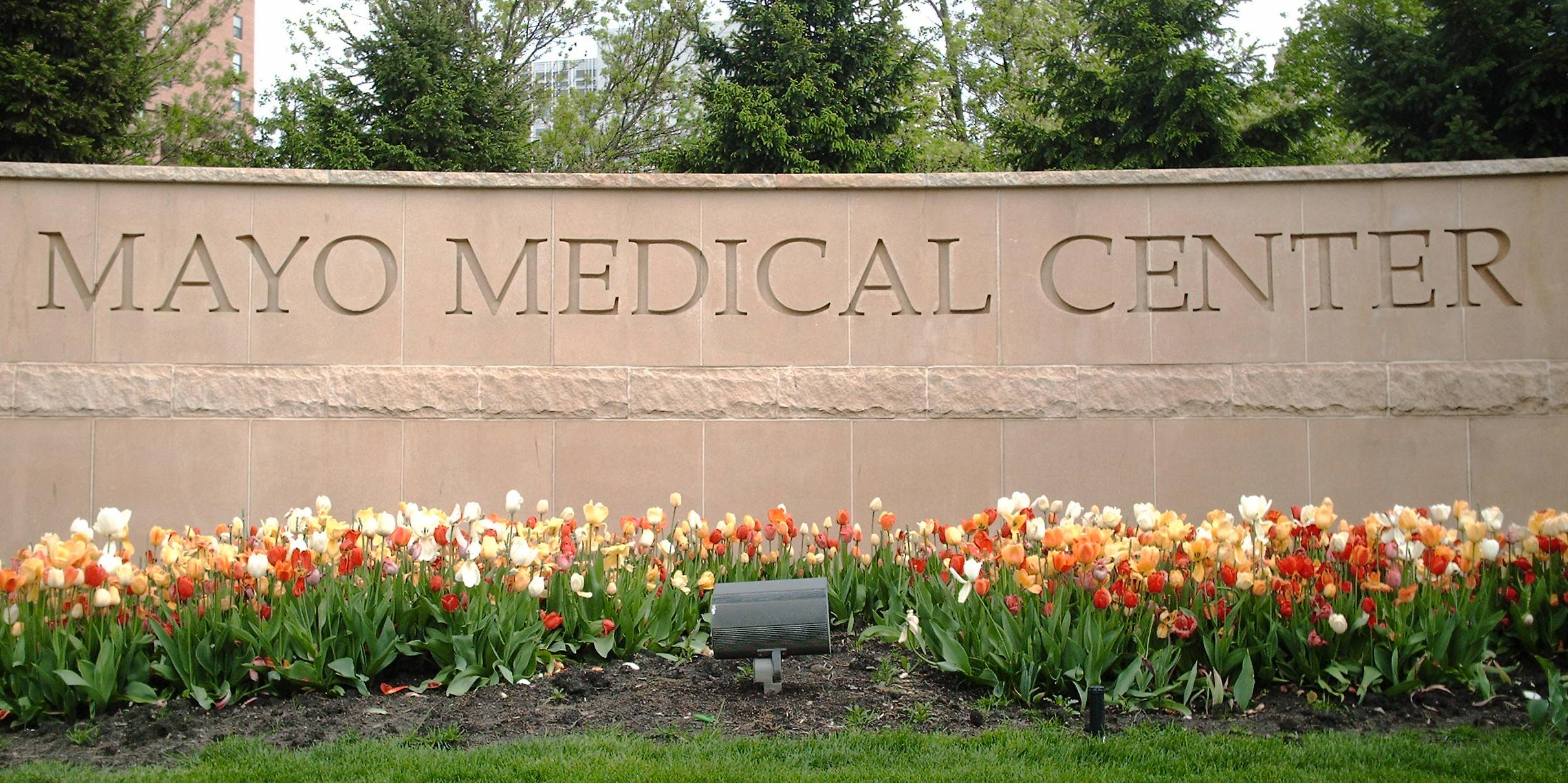
مايو كلينيك في روشستر.

تنخفض لدى المينيسوتيين معدلات الوفاة المبكرة، ووفيات الرضع، وأمراض القلب والأوعية الدموية، والوفيات في العمل. لديهم متوسط عمر متوقع طويلة، ونسب عالية من التأمين الصحي والانتظام بممارسة الرياضة. وقد أدت هذه الأمور وغيرها لأن تصنف مجموعتان مينيسوتا أكثر ولايات بلاد صحة؛ ولكن في واحدة من هذه التصنيفات، انحدرت مينيسوتا من المركز الأول إلى المركز السادس بين عامي 2005 و 2009 بسبب انخفاض مستويات التمويل على الصحة العامة وانتشار الإفراط بشرب الحكول.
في الأول أكتوبر 2007، أصبحت مينيسوتا الولاية السابعة عشرة بسن قانون حرية التنفس، فتم بموجبه حظر التدخين في المطاعم والحانات على مستوى الولاية.
تقدم الرعاية الطبية في الولاية من خلال شبكة شاملة من المستشفيات والعيادات برئاسة مؤسستين ذات السمعة الدولية. مدرسة جامعة مينيسوتا الطبية هي مؤسسة تعليمية عالية التصنيف حققت عدداً من الاكتشافات في العلاج، وتساهم أنشطتها البحثية بشكل كبير في صناعة التكنولوجيا الحيوية المتنامية بالولاية. أسس المهاجر الإنجليزي وليام وورل مايو في روشستر مايو كلينيك وهي مستشفى ذات الشهرة العالمية.
قامت يو إس نيوز بمسح في 2014-2015 لتصنيف 4,743 مستشفى في الولايات المتحدة في 16 مجال رعاية متخصص، ووضعت مايو كلينيك ضمن المراكز الاربعة الأولى في جميع المجالات باستثناء الطب النفسي، حيث جاءت المرتبة السابعة. وقد جاءت المستشفى في المرتبة الأولى في ثمانية حقول والثانية في ثلاثة أخرى. يشترك مايو كلينك وجامعة مينيسوتا في شراكة مينيسوتا للتكنولوجيا الحيوية وعلم الجينوم الطبي، وهو برنامج تموله الولاية يجري بحوثاً حول السرطان، ومرض آلزهايمر، وصحة القلب، والسمنة، ومجالات أخرى.

## التعليم

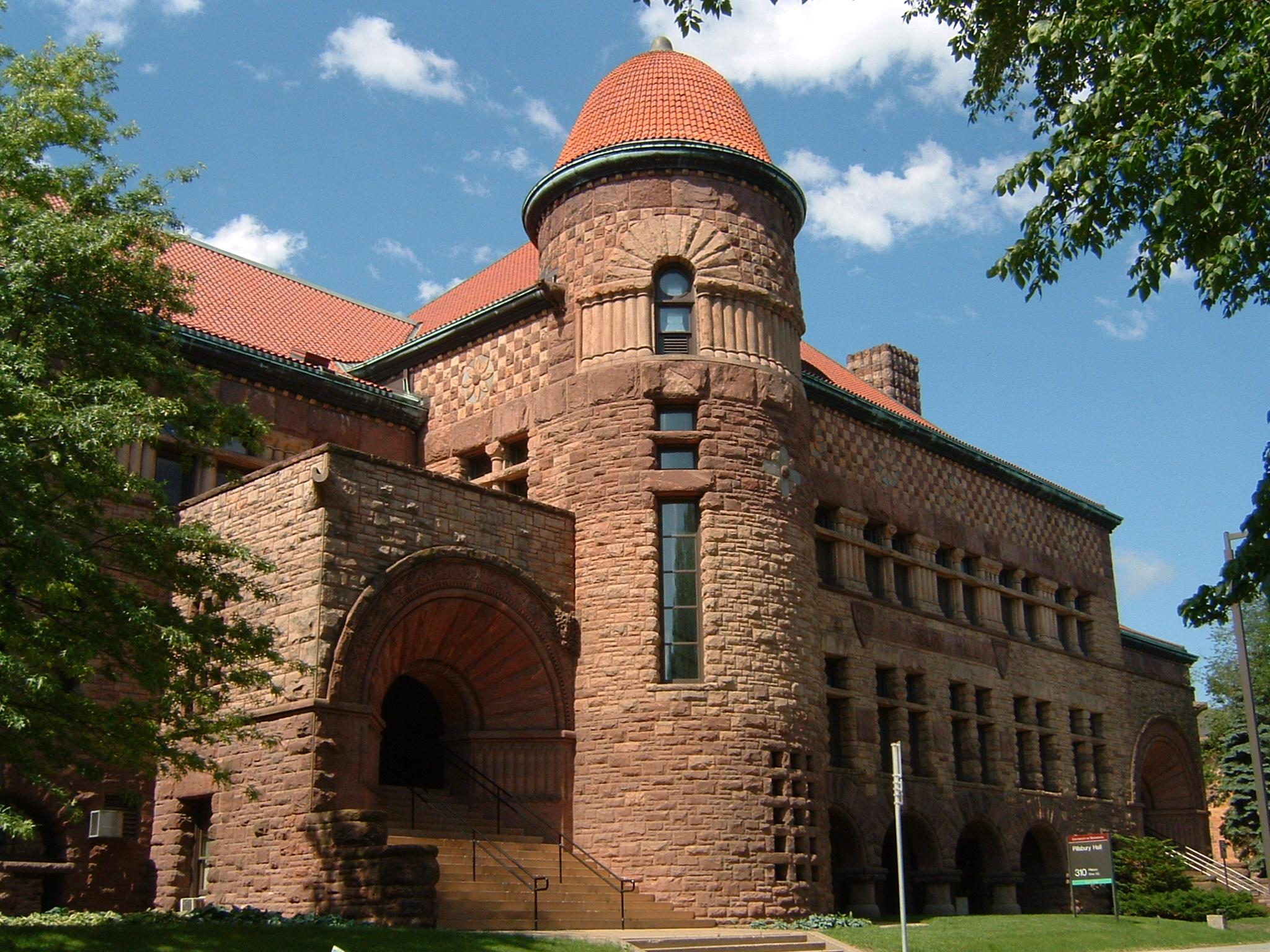
دار بلسبري قاعة رومانسكية ريتشاردسون (1889) أحد أقدم المباني في جامعة مينيسوتا حرم منيابولس.

كان من أوائل قرارات مجلس مينيسوتا التشريعي عند افتتاحه عام 1858 إنشاء معهدٍ لإعداد المعلمين في بلدة وينونا. ساهم التزام مينيسوتا بالتعليم لأن تكون العامة فيها مثقفة ومتعلمة تعليماً جيداً. وفقاً مكتب الإحصاء الأمريكي، لدى مينيسوتا ثاني أعلى نسبة من خريجي المدرسة الثانوية، ونسبة 91.5% من السكان من عمر 25 سنة فما فوق لديهم شهادة، وتحتل المركز العاشر بنسبة حملة شهادة الباكلوريوس. في سنة 2015، سميت منيابولس «المدينة الأكثر ثقافة» في البلاد، بينما جاءت سانت بول في المركز الرابع، وفقاً إلى مسح سنوي كبير. في دراسة قام بها المركز الوطني للإحصاءات التعليمية عام 2013 قارن فيها أداء الصف الثامن دولياً في الرياضيات والعلوم، حلت مينيسوتا في المرتبة الثامنة عالمياً، والثالثة على مستوى الولايات المتحدة، وراء ماساتشوستس وفيرمونت. في عام 2014، حصل طلاب مينيسوتا على عاشر أعلى متوسط درجة مركبة في البلاد باختبارات الكليات الأمريكية (ACT). في عام 2013، حلت مينيسوتا في المرتبة 21 على الصعيد الوطني في الإنفاق على التعليم العام لكل طالب. وفي الوقت الذي اختارت مينيسوتا ألا تصدر قسائم تمويل حكومي للطلبة المدارس، فإنها هي الموطن لأول مدرسة مستقلة.
تدعم الولاية شبكة من الجامعات والكليات العامة، منها 32 مؤسسة في نظام الكليات والجامعات بولاية مينيسوتا، وخمسة أحرام رئيسية لجامعة مينيسوتا. كما أنها تحتضن أكثر من 20 كلية وجامعة خاصة، ستة منها مصنفة ضمن أفضل 100 كلية فنون متحررة على مستوى البلاد، وفقا إلى يو إس نيوز.

## المواصلات

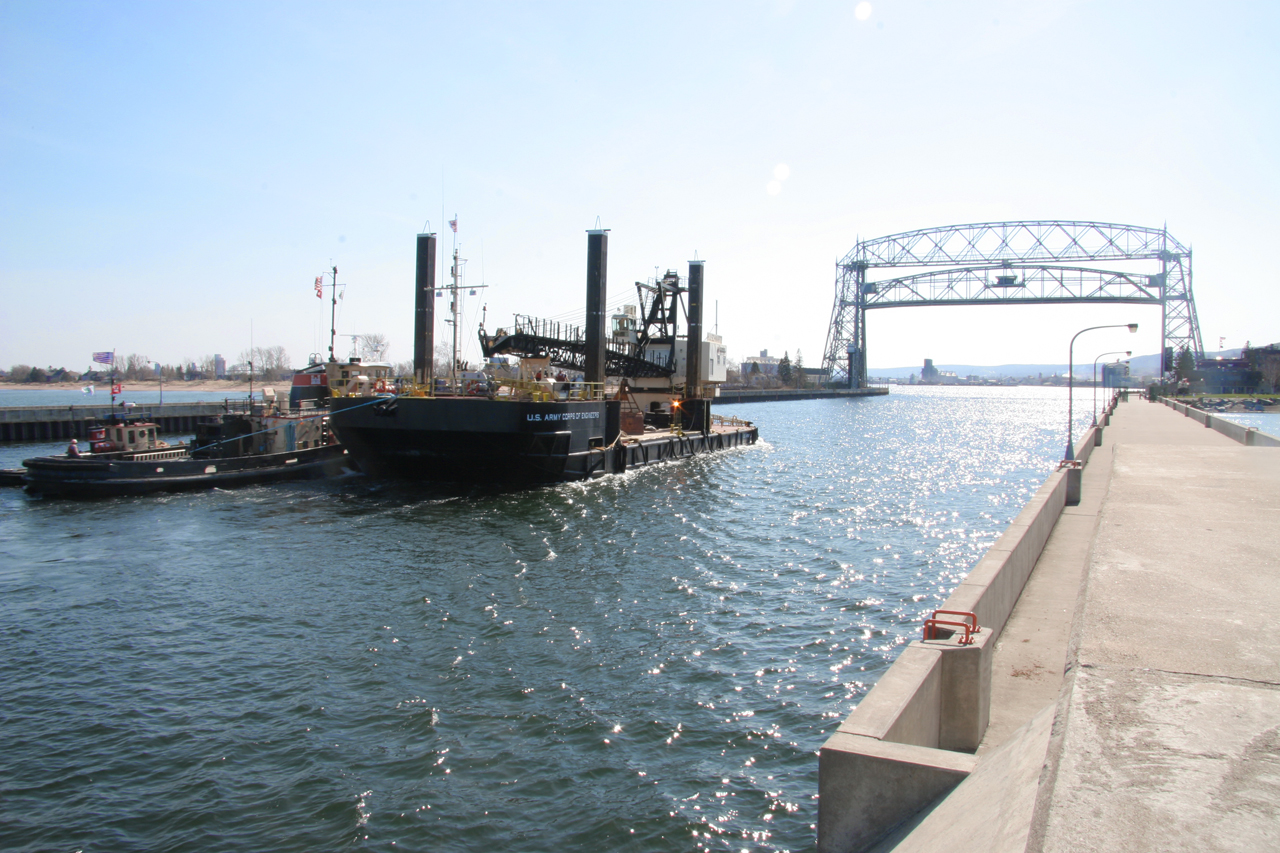
The Aerial Lift Bridge at دولوث

يشرف على النقل في الولاية قسم النقل في مينيسوتا (MnDOT). ممرات النقل الرئيسية تشع من منطقة منيابولس سانت بول الكبرى ودولوث. الطرق السريعة الرئيسية بين الولايات هي الطريق السريع I-35 وI-90 وI-94، الطريقان 35 و94 يمران بمنطقة منيابولس سانت بول الكبرى، أما I-90 فللسفر من الشرق إلى الغرب على طول الحافة الجنوبية للولاية. في عام 2006، تم تمرير التعديل الدستوري الذي يفرض ضريبتي مبيعات واستخدام على المركبات لتمويل المواصلات، منها 40% على الاقل مخصصة للنقل العام. هناك ما يقرب من 24 ممر للسكك الحديدية في مينيسوتا، تذهب معظمها من خلال منيابولس سانت بول أو دولوث. هناك مواصلات مائية على طول نظام نهر المسيسبي ومن موانئ بحيرة سوبيريور.

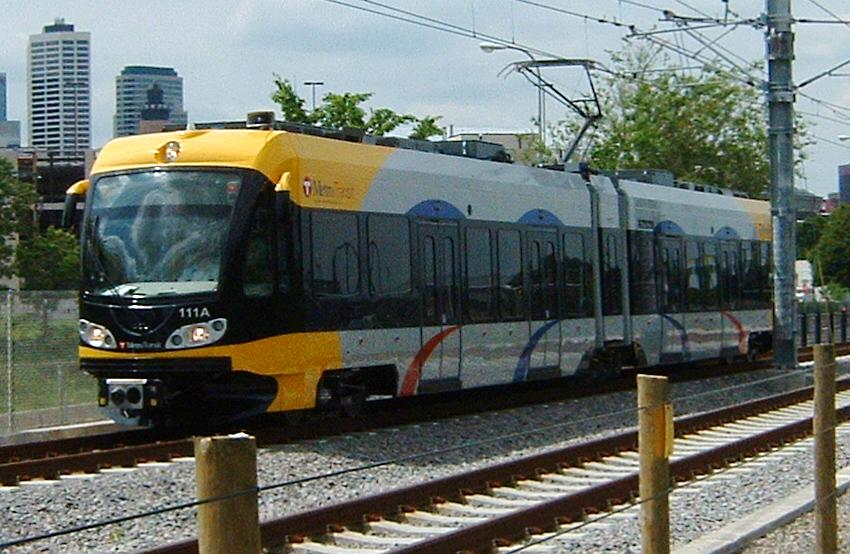
خط المترو الأزرق مركبة في منيابولس

مطار مينيسوتا الرئيسي مطار منيابولس-سنت بول الدولي (MSP)، مركز رئيسي للركاب والشحن لخطوط دلتا الجوية وخطوط بلاد الشمس الجوية. تخدم معظم شركات الطيران المحلية الأخرى المطار. يتم توفير خدمة طائرة تجارية كبيرة في دولوث وروشستر، مع خدمة تنقل مجدولة إلى أربع مدن أصغر عبر دلتا ناقلات اتصال وستسكاي آيرلاينز، البوصلة الخطوط الجوية، إنديفور آير.
يسير قطار إمباير بلدر اليومي التابع لشركة أمتراك (شيكاغو سياتل / بورتلاند) عبر مينيسوتا، قاصداً محطة سانت بول يونيون ديبوت وخمس محطات أخرى. من شركات الحافلات بين المدن جفرسون لاينس، غريهوند، وميغاباص. يوفر النقل العام المحلي من خلال شبكات الحافلات في المدن الكبرى ومن خلال خدمتي سكك حديدية. تصل خدمة القطار المحلي من نورث ستار لاين من بغ ليك إلى محطة تارغت فلد في وسط مدينة منيابولس. من هناك يسير قطار خفيف إلى محطة سانت بول يونيون ديبوت على خط المترو الأخضر، وإلى مطار منيابولس-سنت بول ومول أمريكا عبر خط المترو الأزرق.

## القانون والحكومة
كما هو الحال مع الحكومة الولايات المتحدة الاتحادية، تنقسم السلطة في مينيسوتا إلى ثلاثة فروع: التنفيذية والتشريعية والقضائية.

### السلطة التنفيذية

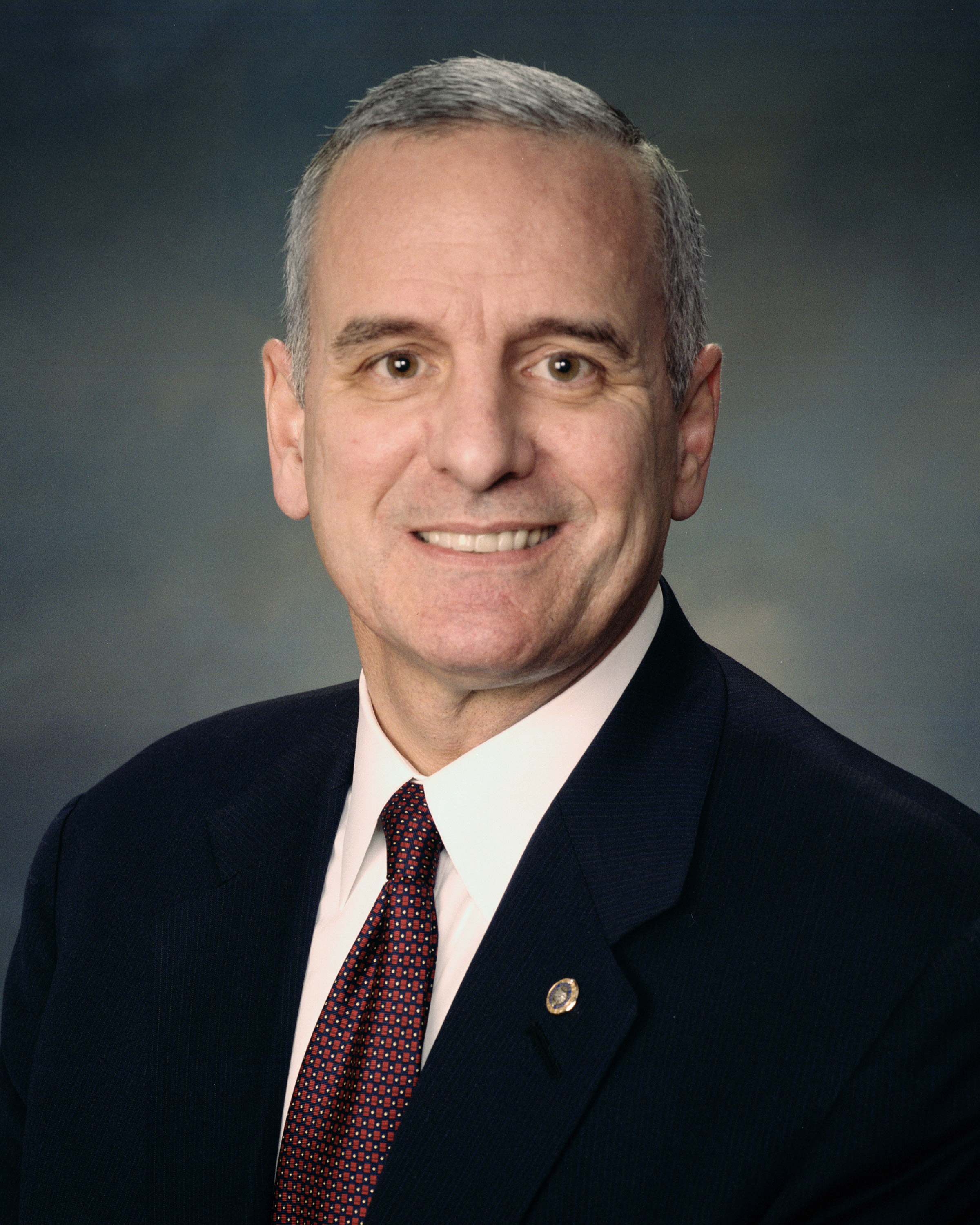
الحاكم مارك دايتون

يترأس الحاكم السلطة التنفيذية. الحاكم مارك دايتون من حزب دي إف إل (المزارعين والعمال الديمقراطي)، تولى منصبه في 3 يناير 2011، ليصبح أول حاكم من دي إف إل يحتل المنصب في عقدين من الزمن. لدى الحاكم مجلس وزراء يتألف من قادة مختلف أجهزة حكومة الولاية، ويسمون أعضاء اللجنة. المناصب الدستورية المنتخبة الأخرى هي أمين السر، النائب عام الولاية، ومدقق حسابات الولاية.

### السلطة التشريعية

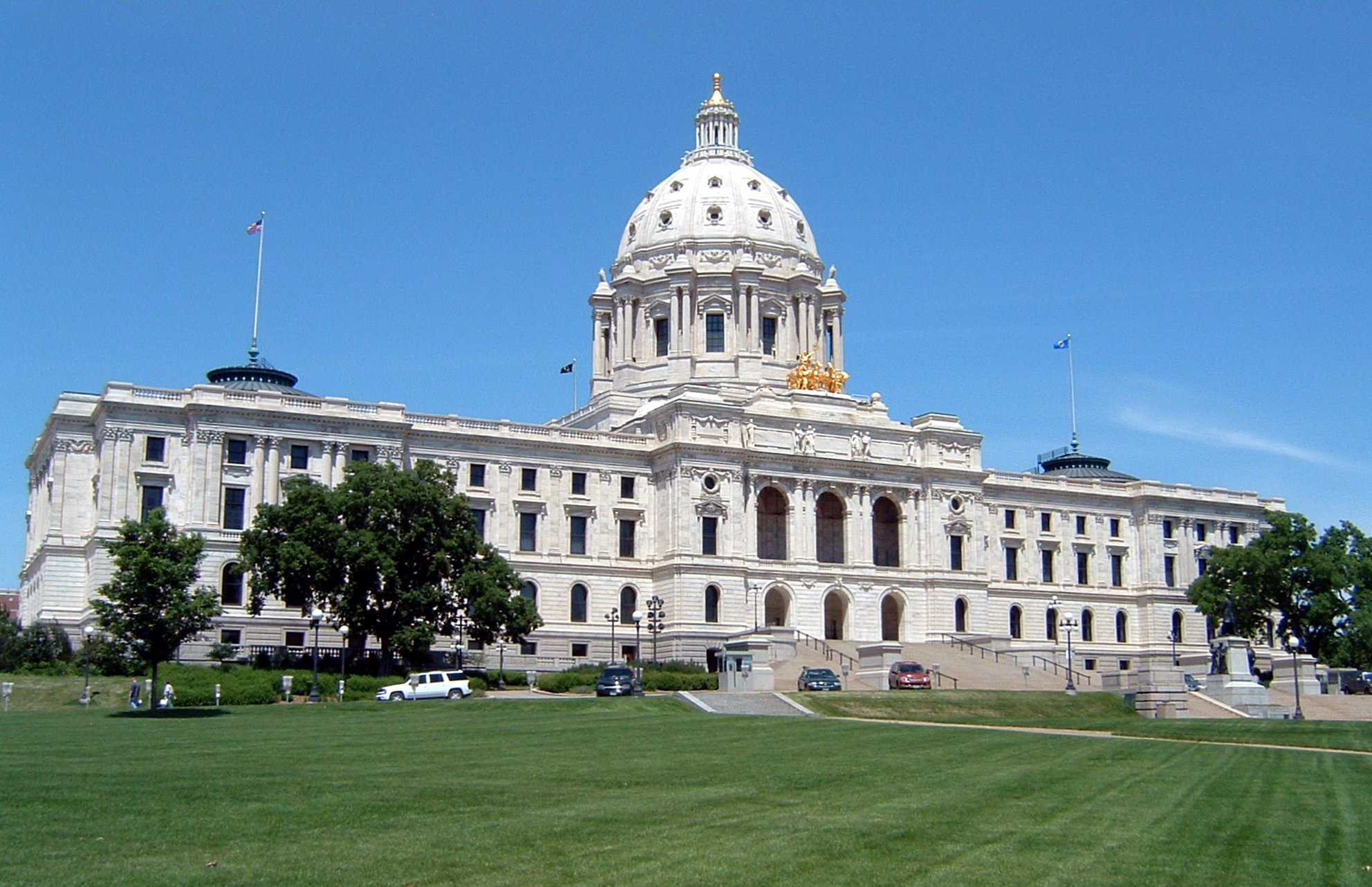
كابيتول مينيسوتا في سانت بول، من تصميم كاس جيلبرت.

سلطة مينيسوتا التشريعية هي هيئة ثنائية الغرفة تتكون من مجلس الشيوخ ومجلس النواب.
تنقسم الولاية إلى سبعة وستين منطقة، كل تغطي نحو ستين ألف شخص. كل منطقة لها أحد أعضاء مجلس الشيوخ ونائبين اثنين (كل منطقة تنقسم إلى قطاعين ألف وباء). ولاية أعضاء مجلس الشيوخ أربع سنوات، والنواب عامين. في انتخابات نوفمبر تشرين الثاني عام 2010، حصل الحزب الجمهوري بمينيسوتا على خمسة وعشرين مقعداً في مجلس النواب، ما أتاح لهم السيطرة على مجلس النواب بفارق 72-62. كما شهدت انتخابات عام 2010 اختيار ناخبي مينيسوتا أغلبية جمهورية في مجلس الشيوخ للمرة الأولى منذ عام 1972. وفي عام 2012، استعاد الديمقراطيون مجلس النواب بفارق 73-61، بفوزهم ب 11 مقعدا؛ كما استعاد الديمقراطيون مجلس شيوخ مينيسوتا.

### القضاء
نظام مينيسوتا القضائي ثلاثة مستويات. تبدأ معظم القضايا في المحاكم المحلية، وهي محاكم قضاء العامة. هنالك 279 محكمة قضائية محلية في عشر مناطق قضائية. تنظر محكمة الاستئناف مينيسوتا في الطعون من المحاكم الابتدائية والتحديات التي تواجه بعض القرارات الحكومية ، وتتألف من تسعة عشر قاضياً يجلسون عادة في هيئات من ثلاثة قضاة. تنظر المحكمة مينيسوتا العليا ذات السبعة قضاة جميع الطعون من المحكمة الضرائب، ومحكمة استئناف تعويض العمال، وإدانات القتل من الدرجة الأولى، والطعون تقديرية من محكمة الاستئناف؛ كما أن لديها اختصاص أصيل بنظر المنازعات الانتخابية.
تم إنشاء محكمتين متخصصتين في الأجهزة الإدارية: محكمة استئناف تعويض العمال، ومحكمة الضرائب، التي تتعامل مع القضايا الضريبية غير الجنائية.

### التقسيمات الإدارية
بالإضافة إلى مستويي حكومتي المدينة والمقاطعة الموجودة في الولايات المتحدة، لدى ولاية مينيسوتا كيانات أخرى توفر رقابةً وتخطيطاً حكوميين. يتم تنسيق بعض الأعمال في منطقة المدينتان التوأم الكبرى من قبل مجلس المدينة الكبرى، وتشرف إدارة مستجمعات المياه وإدارة الحفاظ على التربة والمياه على العديد من البحيرات والأنهار.

### الاتحاد
أعضاء مجلس الشيوخ الأمريكي عن ولاية مينيسوتا والديمقراطية إيمي كلوبشر والديمقراطي آل فرانكن. تنازع الحزبان نتائج انتخابات عام 2008 لمجلس الشيوخ في مينيسوتا حتى 30 يونيو من العام التالي. عندما قضت المحكمة مينيسوتا العليا لصالح فرانكن، فاعترف الجمهوري نورم كولمن بالهزيمة، وشغل فرانكن المقعد الشاغر. لدى الولاية ثماني مناطق للكونغرس. يمثلهم كل من: تيم والز (الأولى، ديمقراطي)، جون كلاين (الثانية، جمهوري)، إريك بولسن (الثالثة، جمهوري)، بتي ماكولوم (الرابعة، ديمقراطي)، كيث إليسون (الخامسة، ديمقراطي)، توم إمر (السادسة، جمهوري)، كولن بيترسون (السابعة، ديمقراطي)، وريك نولن (الثامنة، ديمقراطي).
نظرت في قضايا المحكمة الاتحادية في المحكمة المحلية الأمريكية لمنطقة مينيسوتا، وتعقد جلساتها في منيابولس وسانت بول، دولوث، وفرغوس فولز. وتنظر محكمة الدائرة الثامنة استئناف في الطعون، ومقرها في سانت لويس، ميزوري وروتينياً تنظر في قضايا أيضاً في سانت بول.

### القبائل الهندية
أنشأت الولايات المتحدة الأمريكية ولاية مينيسوتا على أراضي السكان الأصليين من قبيلتي داكوتا وأنيشينابه. تنقسم اليوم الحكومات المحلية المتبقية في 11 محمية هندية متمتعة بحكم شبه ذاتي وتتفاوض مع الولايات المتحدة والدولة على أساس الند أمة إلى أمة:
أربعة مجتمعات داكوتا مديواكانتون:
- مجتمع براري آيلند الهندي
- مجتمع شاكوبيه مديواكانتون سو
- محمية سو الهندية السفلى
- مجتمع سو الأعلى - بيجوهوتازيزي أوياته

سبعة محميات أنيشينابه:
- عشيرة بوا فورت من شبوا
- عشيرة فوند دو لاك من شبوا بحيرة سوبريور
- عشيرة غراند بورتج من شبوا
- عشيرة ليتش ليك من أوجيبوي
- عشيرة ميل لاكس من أوجيبوي
- عشيرة وايت إرث من أوجيبوي
- عشيرة رد ليك من أوجيبوي

تكون عشائر أنيشينابه الستة الأولى قبيلة شبوا مينيسوتا والحكومة القبلية معترف بها فدرالياً لبوا فورت، فوند دو لاك، غراند بورتج، ليتش ليك، ميل لاكس، ومحميات وايت إرث.

## السياسة
| السنة | المنصب      | الحزب الجمهوري | المزارعين والعمال الديمقراطي | آخرون |
| ----- | ----------- | -------------- | ---------------------------- | ----- |
| 2014  | الحاكم      | 44.5%          | 50.1%                        | 5.4%  |
| 2014  | مجلس الشيوخ | 42.9%          | 53.2%                        | 3.9%  |
| 2012  | الرئيس      | 45.1%          | 52.8%                        | 2.1%  |
| 2012  | مجلس الشيوخ | 30.6%          | 65.3%                        | 4.1%  |
| 2010  | الحاكم      | 43.2%          | 43.7%                        | 13.1% |
| 2008  | الرئيس      | 43.8%          | 54.1%                        | 2.1%  |
| 2008  | مجلس الشيوخ | 42.0%          | 42.0%                        | 16.0% |
| 2006  | الحاكم      | 46.7%          | 45.7%                        | 7.6%  |
| 2006  | مجلس الشيوخ | 37.9%          | 58.1%                        | 4.0%  |
| 2004  | الرئيس      | 47.6%          | 51.1%                        | 1.3%  |
| 2002  | الحاكم      | 44.4%          | 33.5%                        | 22.1% |
| 2002  | مجلس الشيوخ | 49.5%          | 47.3%                        | 1.0%  |
| 2000  | الرئيس      | 45.5%          | 47.9%                        | 6.6%  |
| 2000  | مجلس الشيوخ | 43.3%          | 48.8%                        | 7.9%  |
| 1998  | الحاكم      | 34.3%          | 28.1%                        | 37.6% |
| 1996  | الرئيس      | 35.0%          | 51.1%                        | 13.9% |
| 1996  | مجلس الشيوخ | 41.3%          | 50.3%                        | 8.4%  |
| 1994  | الحاكم      | 63.3%          | 34.1%                        | 2.6%  |
| 1994  | مجلس الشيوخ | 49.1%          | 44.1%                        | 6.8%  |
| 1992  | الرئيس      | 31.9%          | 43.5%                        | 24.6% |

تشتهر مينيسوتا بنشاط مواطنيها سياسياً، ظلت الشعبوية قوة استمرت أمداً طويلاً بين الأحزاب السياسية بالولاية. ولطالما كان لمينيسوتا إقبالاً انتخابياً كبيراً (يرجع ذلك جزئياً إلى قوانين تسجيل الناخبين الليبرالية) مع شبه انعدام للتصويت غير القانوني. في انتخابات الولايات المتحدة الرئاسية لعام 2008، صوت 78.2% من المينيسوتيين المؤهلين للتصويت، في نسبة هي الأعلى بين كل الولايات، في المقابل كان المعدل الوطني البالغ 61.2%. سابقاً كان بإمكان الناخبين غير المسجلين تسجيل في يوم الانتخابات بمراكز الاقتراع بإثبات الإقامة.
جلب هيوبرت همفري اهتماما وطنيا للولاية بخطابه في المؤتمر الوطني الديمقراطي 1948. ألقى المينيسويون باستمرار من الأصوات الكلية الانتخابية لمرشحي الرئاسة الديمقراطي منذ عام 1976، أطول من أي ولاية أخرى. مينيسوتا هي الولاية الوحيدة في البلاد التي لم تصوت لرونالد ريغان في أي من جولاته الرئاسية. وقد آلت أصوات مينيسوتا إلى الحزب الديمقراطي في كل الانتخابات الرئاسية منذ عام 1960، باستثناء عام 1972، عندما كان خاضها ريتشارد نيكسون عن الحزب الجمهوري.
كلا الحزبان الديمقراطي والجمهوري لهما صفة الحزب الكبير في مينيسوتا، ولكن على مستوى الولاية الحزب «الديمقراطي» هو في الواقع حزب منفصل، ومعروف رسمياً باسم الحزب المزارعين والعمال الديمقراطي بمينيسوتا (DFL). وقد تشكل في تحالف عام 1944 بين حزبي مينيسوتا الديمقراطي والمزارعين والعمال مينيسوتا، ومع أن الفارق بينه وبين الحزب الديمقراطي الوطني مازال رسمياً، ولكن اجرائياً.
وكان بالولاية حركات أحزاب ثالثة نشطة. حزب الإصلاح، والآن حزب الاستقلال، الذي تمكن عام 1998 من الفوز بانتخاباب حاكم الولاية عبر عمدة بروكلن بارك السابق المصارع المحترف جيسي فنتورا. ويتلقى حزب الاستقلال الدعم الكافي للحفاظ على وضع الحزب الكبير. في حين أن حزب الخضر الذي لم تعد له صفة الحزب الكبير، له وجود كبير في الحكومة البلدية، وخاصة في منيابولس ودولوث، حيث يتنافس مباشرة مع حزب (DFL) على مناصب المحلية. يتحصل على صفة «الحزب الكبير» الرسمية في ولاية مينيسوتا (التي تمنحه التمويل الحكومي للانتخابات) الأحزاب التي يجني مرشحوها 5% أو أكثر من الأصوات في أي انتخابات على مستوى الولاية (على سبيل المثال، الحاكم، وزير، رئيس الدولة).
بشكل عام تم تقاسم مقاعد مجلس الشيوخ الأمريكي في الولاية منذ أوائل التسعينات، وفي الكونغرس 108 و109، انقسم وفد مينيسوتا الكونغرس بأربعة ممثلين وعضو مجلس الشيوخ واحد من كل حزب. في الانتخابات النصفية عام 2006، انتخب ديمقراطيون لجميع دوائر الولاية باستثناء الحاكم الولاية ونائب الحاكم، حيث فاز الجمهوريين تيم باولنتي وكارول مولنو بفارق ضيق باعادة انتخابهما. كما حقق DFL معقد العاشر في مجلسي التشريع بانتخاب ايمي كلوبوشار لمجلس الشيوخ الأمريكي، وزاد عدد أصوات التجمع للحزب بمقعد واحد. انتخب كيث إليسون (DFL) ليكون أول نائب من الأمريكيين الإفريقيين عن ولاية مينيسوتا وكذلك هو أول مسلم ينتخب للكونغرس على مستوى البلاد. في عام 2008 فاز الديمقراطي والكوميدي والإذاعي السابق آل فرانكن متفوقاً على متولي المنصب الجمهوري نورم كولمان في سباق مجلس الشيوخ الأمريكي بفارق 312 صوتاً من أصل 3 ملايين صوت.
في انتخابات عام 2010، سيطر الجمهوريون على غرفتي مينيسوتا التشريعيتين للمرة الأولى منذ 38 عاماً، وبانتخاب مارك دايتون أخذ حزب المزارعين والعمال الديمقراطي منصب الحاكم للمرة الأولى منذ 20 عاماً. بعد ذلك بعامين، استعاد DFL السيطرة على المجلسين، وبوجود الحاكم دايتون في منصبه بات لدى الحزب السيطرة على السلطتين التشريعية والتنفيذية للمرة الأولى منذ عام 1990. وبعد عامين، استعاد الجمهوريون السيطرة على مجلس ولاية مينيسوتا في انتخابات 2014.

## الإعلام

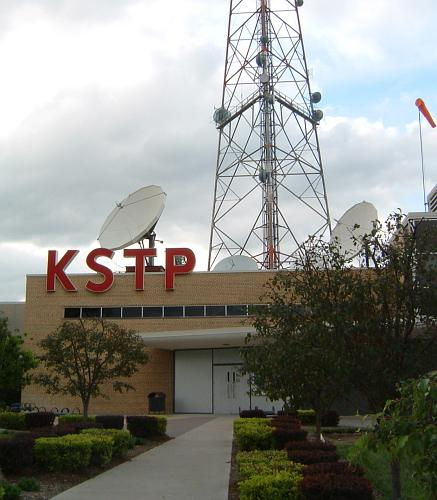
ستوديوهات كي إس تي بي

منطقة المدينتان التوأم هي الخامس عشرة من حيث أكبر الأسوق الاعلامية في الولايات المتحدة حسب تصنيف مؤسسة نيلسن للاعلام. أكبر الأسواق في بقية الولاية هي مناطق فارغو-مورهد (118 وطنياً)، ودولوث-سوبريور (137)، وروشستر-ماسون سيتي-أوستن (152)، ومانكاتو (مينيسوتا)مانكاتو (200).
بدأ البث التلفزيوني في مينيسوتا والغرب الأوسط الأعلى في 27 أبريل عام 1948، بافتتاح تلفزيون كي إس تي بي لبثه. شركة هوبارد برودكاستن التي تملك كي إس تي بي، هي الشركة التلفزيونية الوحيدة المملوكة محلياً الآن في مينيسوتا. يوجد حاليا 39 محطة بث تناظرية و 23 قناة رقمية تبث عبر مينيسوتا.
أكبر أربع صحف يومية هي ستار تربيون في منيابولس، وبايونير برس فيسانت بول، ودولوث نيوز تريبيون في دولوث وبوست بولتن في روشستر. مينيسوتا ديلي هي أكبر الصحف التي يديرها الطلاب في الولايات المتحدة. تشمل المواقع التي تقدم الأخبار اليومية على شبكة الإنترنت ذا أبتيك، منبوست، المدنتان التوأم ديلي بلانت، الموقع الإخباري الاقتصادي فاينانس أند كومرس ومينيسوتا إنديبنتند ومقرها في العاصمة واشنطن. تتوفر صحف أسبوعية مثل سيتي بيجس ومطبوعات شهرية مثل مينيسوتا مانثلي.
يوجد في الولاية مقر اثنتان من أكبر شبكات الإذاعية العامة وهما إذاعة مينيسوتا العامة (MPR) والإذاعة العامة الدولية (PRI). إذاعة مينيسوتا العامة لديه أكبر جمهور بين شبكة للإذاعة العامة الإقليمية في البلاد، وتبث على 37 محطة إذاعية. توفر PRI أسبوعياً أكثر من 400 ساعة من البرامج إلى ما يقرب من 800 إذاعة تابعة لها. أقدم محطة إذاعية في الولاية هي KUOM-AM، التب أنطلقت في عام 1922 وهي من بين أقدم 10 محطات إذاعية في الولايات المتحدة. تمتلك جامعة مينيسوتا محطة إذاعية لا تزال على الهواء، وتبث منذ عام 1993 على شكل كولج روك.

## الرياضة والترفيه والسياحة
لدى مينيسوتا برنامج رياضة منظمة هاوية ومحترفة نشط للغاية. باتت السياحة صناعة هامة، خصوصاً في منطقة البحيرة. في شمال البلاد، ما كان منطقة صناعية تركز على التعدين وقطع الأخشاب تحول إلى حد كبير إلى وجهة لقضاء العطلات. الاهتمام الشعبي بالبيئة وحمايتها، بإضافة إلى الاهتمامات التقليدية بالصيد وصيد الأسماك، اجتذب جمهوراً حضرياً كبيراً داخل نطاق القيادة.

### الرياضة المنظمة
يمثل مينيسوتا فرق رجال محترفة في كل الرياضات الرئيسية. كان ملعب هيربيرت همفري ميترودوم أرضاً لفريق مينيسوتا فايكنغ في الدوري الوطني لكرة القدم الأمريكية حتى موسم 2013. وقد تم هدمه وبني مكانه معلبه الحالي يو إس بنك.
يلعب فريق مينيسوتا توينز في دوري البيسبول، وهو الفائز بنهائيات كأس العالم عامي 1987 و1991، وظل يلعب في هيربيرت همفري ميترودوم حتى عام 2010 عندما بدأ يلعب في ملعب تارغت فلد.
انضم مينيسوتا تمبر ولفز إلى الرابطة الوطنية لكرة السلة في عام 1989، ويلعب في صالة تارغت سنتر منذ عام 1990. سابقاً لعب منيابولس ليكرز بدوري الرابطة الوطنية لكرة السلة في قاعة منيابولس أوديتوريوم بين عامي 1947-1960، ثم انتقل النادي إلى مدينة لوس انجلوس.
يلعب مينيسوتا وايلد بدوري الهوكي الوطني في صالة إكسل إنرجي سنتر بمدينة سانت بول، وقد وصل إلى 300 مباراة متتالية بيعت كامل تذاكرها في 16 يناير 2008. سابقا، نافس مينيسوتا نورثستار بين عامي 1967-1993 بدوري الهوكي، ولعب موسمي 1981 و 1991 في نهائي كأس ستانلي.
كما أن لمينيسوتا فرقاً تلعب دوريات رياضية محترفة أقل درجة. مينيسوتا يونايتد الناشط في دوري أميركا الشمالية لكرة القدم حل محل مينيسوتا ثاندر في عام 2010 ويلعب في ملعب ناشونل سبورتس سنتر في بلايني. وسوف ينضم إلى الدوري الأمريكي كرة القدم في عام 2017 أو عام 2018. كان فريق مينيسوتا سوورم يلعب في إكسل إنرجي سنتر في دوري اللاكروس الوطني قبل أن يتقل النادي إلى جورجيا سنة 2016. دوري بيسبول ثانوي يمثل فرق من الدوري الرئيسي ذات الرعاية وفرقاً مستقلة مثل سانت بول سانتس، الذي يلعب في سي إتش إس فلد في سانت بول.
تشمل الفرق الرياضة النسائية المحترفة: فريق مينيسوتا لينكس في دوري الاتحاد الوطني لكرة السلة النسائية، حامل اللقب البطولة في أعوام 2011، 2013، و 2015؛ مينيسوتا فيكسن من دوري كرة القدم النسائي المستقل؛ وايتكابس مينيسوتا من دوري الهوكي الوطني النسائي.
حرم جامعة مينيسوتا بالمدينتان التوأم منضم إلى الرابطة الوطنية لرياضة الجامعات (NCAA) وتنافس بالقسم الأول في بغ تن كونفرنس. كما تنافس أربع كليات إضافية في الولاية في NCAA القسم الأول لهوكي الجليد: جامعة مينيسوتا دولوث؛ جامعة ولاية مينيسوتا مانكاتو؛ جامعة سانت كلاود؛ وجامعة الولاية في بيميجي. ويوجد تسعة ضمن كليات القسم الثاني في كونفرنس كليات الشمس الشمالية، وتسعة عشر كليات NCAA القسم الثالثة في كونفرنس كليات مينيسوتا الرياضي وكونفرنس أعالي الغرب الأوسط رياضي.
استضاف نادي هيزلتاين الوطني للغولف في بطولة الولايات المتحدة المفتوحة، بطولة الولايات المتحدة المفتوحة للسيدات، وبطولة الولايات المتحدة للأساتذة وبطولة PGA. باستضافته أيضاً لنهائيات كأس رايدر في خريف عام 2016، أصبح أحد ملعبي غولف في الولايات المتحدة استضافا جميع مسابقات الغولف الكبرى.
استضافت نادي إنترلاشن الريفي للغولف بطولة الولايات المتحدة المفتوحة للسيدات، ووكأس سولهايم.
من ضمن الحائزين على ميداليات في الألعاب الأولمبية الشتوية من الولاية اثنا عشر من عشرين عضواً بفريق هوكي الجليد الحائز على ذهبية 1980 (يدربهم المينيسوتي هيرب بروكس) وفريق الولايات المتحدة للكيرلنغ الحائز على برونزية الرجال في الألعاب الأولمبية الشتوية 2006. فاز السباح توم مالتشو بميدالية ذهبية في الألعاب الأولمبية الصيفية 2000، وميدالية فضية في دورة 1996.
يقام ماراثون الجدة في كل صيف على طول الضفة الشمالية لبحيرة سوبريور ذات المناظر الطبيعية الخلابة، ويلتف ماراثون المدينتان التوأم حول البحيرات ونهر المسيسيبي خلال ذروة موسم لون الخريف. أبعد شمالا، في إفيليث يقع متحف لعبة هوكي "United States Hockey Hall of Fame".

### الاستجمام في الهواء الطلق

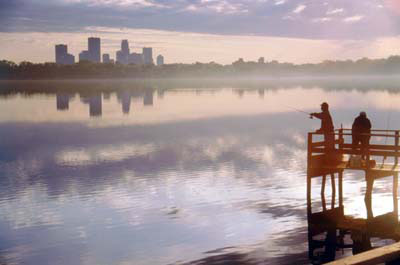
صيد الأسماك في بحيرة كالهون في منيابولس

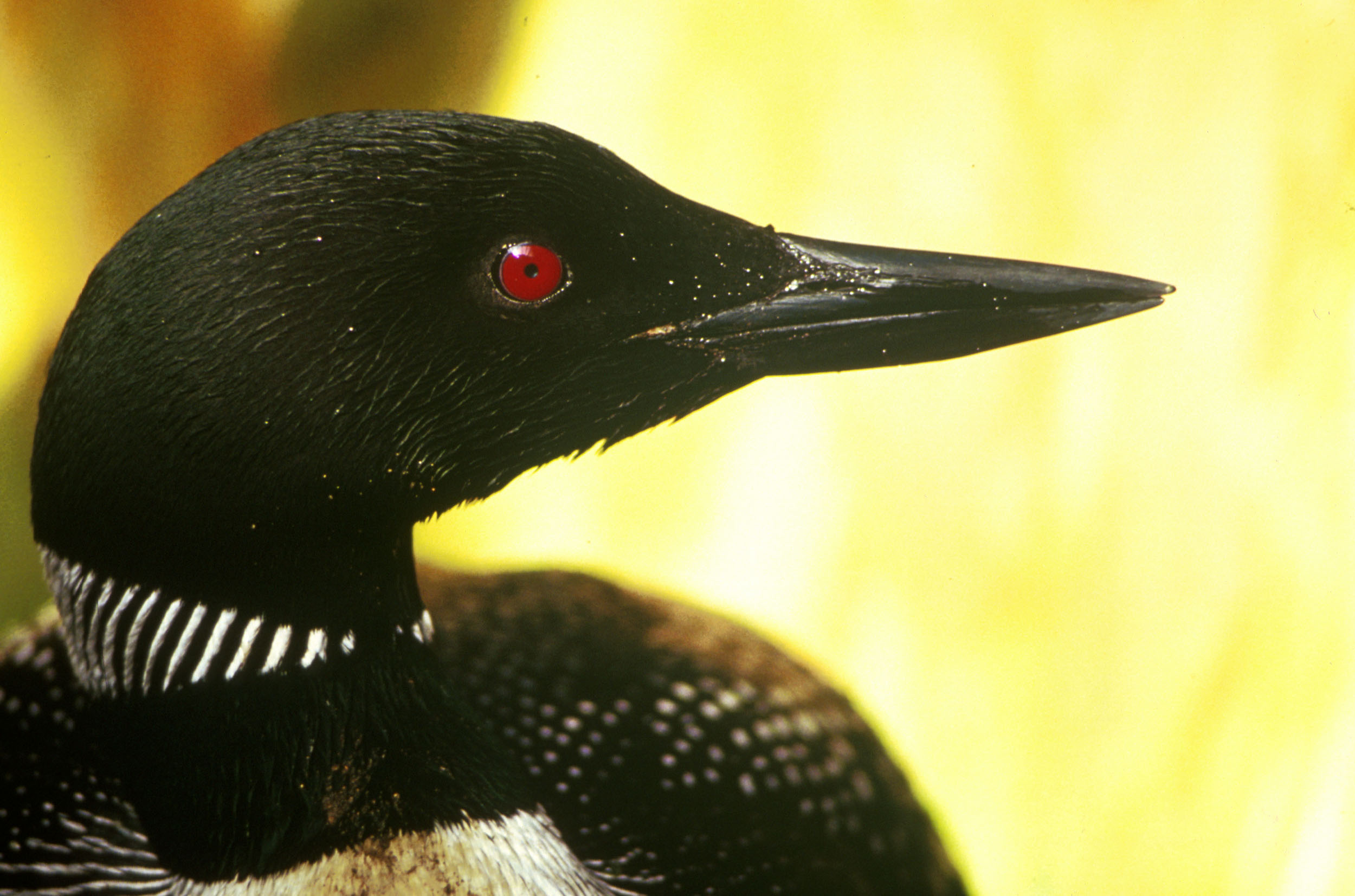
صرخة الغواص الشائع المميزة مسموعة خلال أشهر الصيف على البحيرات في أنحاء الولاية

يشارك المينيسوتيون في مستويات عالية من النشاط البدني، والعديد من هذه الأنشطة في الهواء الطلق. ويعزى اهتمام المينيسوتيين القوي بحماية البيئة لشعبية هذه الممارسات.
في الأشهر الأكثر دفئاً، غالبا ما تكون هذه الأنشطة مائية. قضاء عطلة نهاية الاسبوع والرحلات الأطول إلى الأكواخ العائلية على بحيرات مينيسوتا العديدة هو أسلوب حياة للكثير من السكان. وتشمل الأنشطة رياضات مائية مثل التزلج على الماء، والتي نشأت في الولاية، وركوب الزوارق، وتجذيف الكانو، وصيد الأسماك. يمارس أكثر من 36% من المينيسوتيين صيد الأسماك، في المرتبة الثانية بعد ولاية ألاسكا.
لا يتوقف الصيد بتجمد البحيرات؛ فالصيد في الجليد موجودة منذ مجيء أوائل المهاجرين الإسكندنافيين. تعلم المينيسوتيون كيف يحتضنون أشتيتهم الطويلة والقاسية بالرياضات الثلجية مثل التزلج، الهوكي، كيرلنغ، والبرومبول، والرياضات الجليدية مثل التزلج الريفي، التزلج على المنحدرات الثلجية، التجوال بحذاء الثلج، وقيادة زلاقات الجليد الآلية. مينيسوتا هي الولاية الوحيدة ال تمارس فيها رياضة الباندي.
تستخدم الغابات الولائية والوطنية والاثنتين وسبعين متنزهاً ولائياً على مدار السنة في الصيد والتخييم والتجوال. هناك ما يقرب من 20,000 ميل (32000 كم) من مسالك المركبات الثلجية على مستوى الولاية. لدى مينيسوتا مسالك دراجات أطول من أي دولة أخرى، وشبكة متنامية من مسالك التجوال، بما في ذلك 235 ميل (378 كم) مسلك تجوال سوبريور في شمال شرق الولاية. وتستخدم العديد من مسالك التجوال والدراجات في التزلج الريفي خلال فصل الشتأيضا

## وصلات خارجية
الثقافة والتاريخ
- جمعية مينيسوتا التاريخية
- أسماء الأماكن في مينيسوتا
- مينيسوتا رفلكشنس
- دليل ولاية مينيسوتا من مكتبة الكونغرس

عام
- مينيسوتا على مشروع الدليل المفتوح

الحكومة
- الموقع الرسمي لولاية مينيسوتا
- مجلس الشؤون الهندية، ولاية مينيسوتا
- مجتمع براري آيلند الهندي
- مجتمع شاكوبيه مديواكانتون سو
- مجتمع سو الأدنى الهندي
- مجتمع سو الأعلى بيجوهوتازيزي أوياته
- قبيلة شبوا بمينيسوتا
- عشيرة بواز فوته من شبوا
- عشيرة فوند دو لاك من شبوا بحيرة سوبريور
- عشيرة غراند بورتج من شبوا بحيرة سوبريور
- عشيرة ليتش ليك من أوجيبوي
- عشيرة ميله لاكس من أوجيبوي
- مجلس القبائل محمية الأرض البيضاء الهندية
- عشيرة رد ليك من هنود شبوا

الخرائط والديموغرافية
- مركز ولاية مينيسوتا الديموغرافي
- حقائق عن الولاية من وزارة الزراعة الأمريكية
- خريطة الطرق السريع بولاية مينيسوتا
- مينيسوتا في خريطة الشارع المفتوحة

السياحة والاستجمام
- قسم الموارد الطبيعية في مينيسوتا